# Albánia vallási élete
Az albánok és Albánia vallási élete a legrégebbi koroktól kezdve a hitbéli és felekezeti sokszínűség dinamikusan változó történelme. A kereszténység korán megjelent a területen, az első püspökségeket a 4. században alapították. A vallási megosztottságot a Római Birodalom kettéválása (395), majd a nagy egyházszakadás (1054) hosszú időre meghatározta: az albán nyelvterület északi része a római katolikus egyház, déli vidékei pedig az ortodox kereszténység hatósugarába tartoztak. A 15. században, az Oszmán Birodalom hódításának következményeként e két vallás mellett harmadikként megjelent az iszlám is, amely előbb a déli területeket hódította meg, a 17. század végére pedig az albán többség vallása lett. A szunnita iszlám mellett albán földön számos követőre találtak a szúfi dervisrendek is (pl. bektásik). Nagyobb keresztény szigetek maradtak az észak-albániai hegyvidék és Mirdita római katolikus törzsi vidékein, délen pedig az ortodox Himara, Korça és Voskopoja környékén. A 20. század, a nemzeti függetlenség beköszöntekor a lakosság 70%-a muszlim, 20%-a ortodox, 10%-a pedig római katolikus volt. Az 1920-as–1930-as években megszerveződött a konstantinápolyi kalifától független albán iszlám egyház, a szintén önállósodott albán ortodox egyház, a bektásik világközpontja pedig Tirana lett (és az napjainkig is). 1944 után a kommunista államhatalom üldözte a vallásokat, számos egyházi vezetőt kivégeztek vagy börtönbe vetettek. A dühödt 1967-es ateista kampány idején valamennyi egyházat feloszlatták, építészeti értékeik nagy részét a földdel tették egyenlővé, Albánia hivatalosan a világ első ateista állama lett. Az 1991-es rendszerváltással ismét szabad lett a vallásgyakorlás az országban, a történelmi egyházak újjászervezték hitéletüket.
A 2011-es népszámlálás eredményei alapján a lakosság 56,7%-a szunnita muszlim, 10,0%-a római katolikus, 6,8%-a ortodox, 2,0%-a bektási. A megkérdezettek nagy hányada, 21,8%-a ateistának, egyházi kötődéssel nem rendelkezőnek vallotta magát vagy nem válaszolt a kérdésre.

## Történelmi áttekintés

### A kereszténység elterjedése (4–6. század)
Az oszmán hódításig eltelt időszak településneveit egységesen latin formájukban használjuk, függetlenül a gyakran változó aktuális fennhatóságtól és államnyelvtől.
A kereszténység balkáni elterjedésére vonatkozó források meglehetősen töredékesek, de az új hit korán megjelent Dél-Illíria és Epirusz területén. Az újtestamentumi Pál levele a rómaiakhoz tanúsága (Róm15,19) szerint már Pál apostol prédikált Illyricum területén, amikor a Via Egnatián át Philippibe tartott. Ennél azonban többet mondanak azok a feljegyzések, amelyek szerint 58-ban – egy bizonyos Caesar vagy Apollonius vezetésével – már hetven keresztény család élt Dyrrhachiumban (ma Durrës). További szórványos adatok is ismertek a kereszténység korai illíriai megjelenéséről. Traianus római császár uralkodása idején (98–117) egy bizonyos Astius, Dyrrhachium „püspöke” halt mártírhalált kereszténységéért, Hadrianus idején (117–138) Ulpianában pedig Florus és Laurus lettek hitük vértanúi.
Tertullianus 204-ben ugyan lejegyezte, hogy az egyháznak több temploma van a görög városállamoktól északra fekvő „barbár vidékeken”, biztosnak annyi látszik, hogy az új hit követői a 4–5. századra megvetették a lábukat előbb Praevalitana, majd Epirus Nova és Epirus Vetus tartományokban. A terjedés iránya arra enged következtetni, hogy a lakosságot krisztianizáló hittérítők az északra fekvő Dalmatiából érkeztek, ahol Salona már a 4. században fontos keresztény központ volt. A szabad vallásgyakorlást biztosító 313-as mediolanumi ediktum tette lehetővé, hogy Nagy Konstantin a 4. század elején megalakítsa a Macedoniai főegyházmegyéhez rendelt első illíriai püspökségeket is, ezek közül egyes adatok szerint tizenegy a mai Albánia területén feküdt. A 325-ös nikaiai zsinat névjegyzéke sztobi és szkupi (Dardania és Macedonia Secunda), valamint korkürai püspököket említ. Más forrásokból ismert, hogy ebben az időszakban már Buthrotum is püspöki székhely volt. A 343-as szerdikai szinóduson Dardania, Epirus Nova és Epirus Vetus vidékeinek öt püspöke jelent meg. Kezdetben a kereszténység valószínűleg a partvidéki és a macedoniai területek lakosságát hódította meg, erre utal a 4. századból ismert püspöki székhelyek elhelyezkedése (a már említettek mellett Dyrrhachium, Buthrotum stb.), más megközelítésben a korábban a római és hellenisztikus kultúrát átvett alacsonyabban fekvő területeket, beleértve a Via Egnatia útvonalát is. Az elkövetkező évszázadra az új vallás már a belső, hegyvidéki területeken is megvetette a lábát, bár a társadalmilag széttöredezett, korábbi rítusaikhoz ragaszkodó egykori illír törzsek körében valószínűsíthetően lassabban ment végbe a kereszténység térnyerése.
Az 5. századra északon, a praevalitanai részen Scodra (Shkodra) volt az érseki székhely, amely alá Olcinium (Ulcinj) és Drivastum (Drisht) püspökségei tartoztak. Scodrától délre az érseki székhely Dyrrhachium volt, amely alá a scampisi, apolloniai, aulonai, lychnidusi, croiai és lissusi püspökségek voltak beosztva. Délen egyébként a folyamatos gót betörések miatt zavaros idők járták, majd a béke helyreállását követően I. Iusztinianosz bizánci császár átszervezte a vidék közigazgatását és egyházmegyéit. 535-ben felépíttette Iustiniana Prima városát, amelyet az új illíriai érsekség székvárosává tett meg. A főegyházmegyéhez tartozott a mai Albánia csaknem egész területe, miután Iusztinianosz erőszakkal elragadta Praevalitanát Róma igazgatása alól. Scodra ugyan megmaradt nyugatrómai érseki központnak, de enklávét képezett az őt körbeölelő Iustiniana Prima-i érsekség szorításában. Szakrális építészeti és egyházművészeti szempontból az egyházigazgatás újjászervezése jó szolgálatot tett a jövő régészeinek és művészettörténészeinek egyaránt: ezt követően épültek fel a mai Albánia területén a legszebb bizánci stílusú, mozaikpadlós kora keresztény templomok és kápolnák (Buthrotum, Onchesmos, Ballsh, Arapaj, Scampis, Lin stb.).

### Római és bizánci rítus között (11–14. század)
Időközben egy fontos politikai esemény egy évezredre meghatározta a mai Albánia területén élő népek vallási életét és felekezeti megoszlását. 395-ben a Római Birodalom kettészakadt, a Nyugatrómai (Praevalitana) és a Keletrómai Birodalom (Epirus Nova, Epirus Vetus) közötti határ pedig kettészelte a jövendőbeli Albánia területét: az északi rész Rómához, a déli pedig Bizánchoz került. Ezt tetőzte be az 1054-es nagy egyházszakadás, amelynek során az egykori birodalmi határokat követve a keresztény egyház is kettészakadt római katolicizmusra és ortodox kereszténységre. Az elkövetkező évszázadokban ennek megfelelően alakult az albán lakta területek vallási élete: a görög világ hatósugarában lévő déli rész népessége a bizánci rítust követte, míg az északi vidékek a római igazgatás alatt álló egyházszervezethez tartoztak.
Az ókeresztény kor vallási fejleményeit, az éppen csak kiépülőben lévő egyházszervezési lépéseket a 600 körüli szláv invázió erősen visszavetette, bár ezekből az évszázadokból csak rendkívül hiányos adatokra támaszkodhatunk. Bizánc a földrajzi közelség okán helyzeti előnnyel rendelkezett, III. León császár uralkodása idején, 732-ben a mai Albánia teljes területét a konstantinápolyi patriarkátus igazgatása alá rendelték. A 9. században olyan északi települések váltak Bizánchoz tartozó püspöki székhellyé, mint Croia (Kruja), Stephaniaca, Lissus (Lezha) és Chunavia. A 9. századi bolgár hódítás ezeket az egyházszervezeti viszonyokat restaurálta, a későbbi Albánia területének nagy része a keleti rítusú Ohridi érsekséghez tartozott. A Róma alá tartozó – korabeli forrásokban egyszerűen Latinia néven is emlegetett – Scodra helyzete ugyanakkor némiképp megrendült, 875-ben megfosztották érseki székhelyi rangjától, a főegyházmegye székhelye Dioclea lett. A 10. században új püspökségek születtek a legészakibb részeken Pulati, Drivastum és Deborus székhelyekkel. Egy 1019-ben végrehajtott egyházszervezeti átalakítás következményeként az albánok lakta nyugati területeknek Ohridot felváltó új metropóliát állítottak fel Dyrrhachiumban (Durrës), a korábbi croiai, stephaniacai és lissusi püspökségeket pedig Arbanoni egyházmegye néven vonták össze.
Ezen a keleti kereszténységnek kedvező helyzeten változtatott az egyházszakadást követően a mai Montenegró és Észak-Albánia területén elterülő Zetai Fejedelemség, amelynek Róma alá tartozó Antibariumi érseksége 1089-től a bizánciak rovására alakította ki új egyházmegyéit Ulcinium, Suacia, Scodra (Shkodra), Drivastum, Pulati, Sapa és Sarda székhelyekkel. Az Antibariumi érsekség mellett a katolikus egyház sikeresen terjeszkedett délen is. A Velencei Köztársaság rövid fennhatósága alatt 1204-ben az ortodox érseket elűzve megalapították a Dyrrhachiumi érsekséget, beosztott egyházmegyék nélkül. Ez azonban rövid életű katolikus sikernek bizonyult, I. Mihály epiruszi despota csakhamar visszatette a város ortodox érsekét hivatalába, de a 13. század második feléig ádáz területszerző harc folyt a bizánci érdekeket képviselő Epiruszi Despotátus és a keresztesek katolikus állama, a Konstantinápolyi Latin Császárság között. A 14. századra a római katolikus egyház pozíciói megszilárdulni látszottak északkeleten. Egy 1332-es feljegyzésből ismert, hogy az Antibariumi érsekség alá tartozott – az északabbra fekvő, dalmáciai egyházmegyéket nem számolva – a már korábban is meglévő ulciniumi, suaciai, scodrai, drivastumi, pulati és sapai mellett az ún. albániai püspökség is, amely Dyrrhachium és Valmes (Elbasan) környékét foglalta magában. E területektől keletre azonban ekkor már új birodalom körvonalai rajzolódtak ki, IV. (Dusán) István új területek meghódításával megkerülhetetlen politikai tényezővé tette a Szerb Királyságot. 1349-ben kihirdetett törvénykönyvének vallási fejezetei a latin rítust eretnekségként bélyegezték meg, és tűzzel-vassal való irtását rendelték el. A római katolikus közösségek jussaként száműzetést vagy bányákban letöltendő kényszermunkát, a (ki)keresztelést végző katolikus papoknak pedig halálbüntetést írtak elő. IV. István 1355-ben bekövetkezett halála után az 1360-ban trónra lépő I. Balša zetai fejedelem 1369-ben helyreállította a római katolikus egyház befolyását Észak- és Közép-Albániában.

#### Szerzetesrendek megjelenése
A középkor évszázadaiban a különböző szerzetesrendek missziós tevékenysége is számottevő volt. A legkorábban a bencések jelentek meg albán földön, és 14. századi kivonulásukig ők is aktívan hozzájárultak ahhoz, hogy a bizánci rítus végül nem tudta bekebelezni az észak-albániai térséget. A ferencesek először a 13. században jelentek meg az albán területeken. Tartja magát a legenda, hogy maga Assisi Szent Ferenc a Szentföldről hazatérőben 1220-ban Lissus (Lezha) közelében alapította az első ferences kolostort. Biztosan annyit tudni, hogy a század közepén Giovanni da Pian del Carpine antibariumi érsek vezetésével egy maroknyi Ferenc-rendi misszionárius érkezett Albániába. Egyes források szerint erre 1248-ban került sor, az egykori ferences kolostorról viszont feljegyezték, hogy a bejárati gyámkő gót betűs felirattöredékben az 1240-es évszám volt olvasható. Egy 1283-as jegyzék tanúsága szerint az addig eltelt évtizedekben jó néhány kolostort építettek az albánok lakta területeken, 1402-ben pedig Custodia Durracensis néven protektorátusuk alá vonták Dyrrhachium térségét. Ezt követően azonban a ferencesek vélhetően elhagyhatták missziós területüket, mert albániai tevékenységükről a 17. századig nincs említés. Három évtizeddel a Ferenc-rendiek érkezése után, 1278-ban Dyrrhachiumnál a domonkosok is albán földre léptek, de ekkor még nem tudták megvetni a lábukat. 1304-ben XI. Benedek pápa levelet intézett a magyarországi domonkos rendtartomány vezetőjéhez, és arra kérte, hogy küldjön misszionáriusokat Albániába. Az ezt követő időszakban a Szentszék támogatásával és az ortodoxok rovására a Domonkos-rendiek sikeresen kiépítették a római katolikus egyházszervezetet a partvidéki területeken. Emellett tevékenységük felbecsülhetetlen dokumentumai a korabeli albán vidék leírását nyújtó Anonymi Descriptio Europae Orientalis (’Kelet-Európa leírása egy névtelentől,’ 1308) és Directorium ad passagium faciendum (’Utazóknak készült útmutatás’, 1332).

### Az iszlám elterjedése (15–19. század)
Míg a középkor korábbi évszázadaiban az albán nyelvterületet a nyugati és keleti keresztény egyházak közötti határvonal választotta ketté, ennek helyére – az Oszmán Birodalom hódító hadjáratával párhuzamosan – a 15. századtól az iszlám türemkedett be. Az albán lakta területeken immár a kereszténység és az iszlám közötti ütközőzóna húzódott. Az oszmánok a 14. század végén jelentek meg Albániában, 1431-re a dél-albániai részek, a 15. század legvégére pedig az albán lakta területek egésze oszmán iga alá került.
Az oszmán fennhatóság nem hozta magával azonnal a tömeges iszlamizációt, az első évtizedekben jellemzően a privilégiumait megtartani akaró vezető társadalmi réteg tagjai tértek át. Az iszlám vallás és kultúra térhódítása igazán a 15. század végétől indult meg, először a déli területeken, majd a 17. század elejétől az észak-albániai vidékeken is. A 17. században délen már olyan erős muszlim kultúrával rendelkező városok virágoztak, mint Ilibaszan (Elbasan) vagy Belgrad-i Arnavut (Berat). A 17. század végére a muszlimok száma a teljes albán lakosságon belül felülmúlta bármely másik felekezethez tartozókét, a római katolikusok északi, Iskodra (Shkodra) környéki enklávéjukba szorultak, délen pedig néhány ortodox terület – Görice (Korça), Ergiri (Gjirokastra), Himara vidéke, valamint az epiruszi szulióta közösség – tartotta magát az iszlám tengerben.
A keresztény egyházak és híveik helyzete csak a 19. században javult számottevően. I. Abdul-Medzsid oszmán szultán előbb 1839-es gülhanei ediktumában garantálta a keresztények számára is a magántulajdonhoz és annak biztonságához való jogot, a bíróság előtti egyenlőséget és eltörölte a felekezeti típusú különadókat. 1856-os rendeletében pedig birodalomszerte garantálta a vallásszabadságot, a keresztényeknek a muszlimokkal egyenlő jogokat biztosított. Az új törvényeket nem mindenütt fogadták lelkesen, és csak a helyi pasák hozzáállásán múlott, hogy követték-e szellemiségüket. Hét évvel a gülhanei ediktum után, amikor huszonöt, addig muszlim koszovói család nyíltan demonstrálta kereszténységét, Kis-Ázsiába deportálták valamennyiüket.

#### A tömeges iszlamizálás okai
Az iszlám sikere, a tömeges áttérések mögötti okok közül elsőként a gazdasági indíttatást lehet említeni: az albánok így igyekeztek elkerülni a 16. század végétől általános, a nem muszlim családfőkre kivetett adó, a harádzs befizetését. Ugyanakkor voltak olyan törzsek is az észak-albániai hegyvidéken, például a harcias kelmendik, akik hitüket is megtartották, de az 1580-as évektől nem voltak hajlandóak adót fizetni sem. Ezt látva a síksági területekről egyre többen vették a hegyek felé az irányt, hogy ott letelepedve kerüljék el muszlimmá válásukat. Emellett a muszlim birodalom törvényei is meglehetősen megnehezítették a keresztények életét. Bármikor megfoszthatták őket földtulajdonuktól, a muszlim törvénykezés rendszerében nem voltak egyenlőek az „igazhitűekkel”, nem űzhettek szabadon bármilyen foglalkozást, gyermekeiket elragadták janicsárnak stb. Emellett az sem volt elszigetelt eset, hogy keresztényeket a Korán szellemiségével is ellentétesen erőszakosan térítettek át az igaz hitre.
A több évszázados oszmán hódoltság alatt élő keresztények a Balkán egész területén hasonló elbánásban részesültek, a fenti körülmények tehát nem magyarázzák megnyugtatóan, miért éppen az albánok nagy tömegei lettek muszlimmá. 1930-ban Albánia lakosságának 68,6%-a muszlim volt, ugyanez az arány Bulgáriában 15,8%, Jugoszláviában 13%, Görögországban pedig 2% volt. Fontos tényezőként veendő számba, hogy az albánság már az iszlám érkezése előtt is felekezetileg megosztott volt, és a korról korra változó római vagy bizánci rítus alatt a lakosság is készséggel követte az éppen aktuális birodalom vallását. Emellett a keresztény egyházak javarészt idegen főpapságát az egymással való ádáz gyűlölködés foglalta le, a hívek lelki gondozása elsikkadt, ami sok esetben megkönnyítette a velük szembeni „hűtlenséget”. A hódoltsági időkben a keresztény hívek jobban tartottak a velük szemben ellenséges másik keresztény felekezettől, mint a muszlimoktól, és ez fontos szerepet játszott az áttérésben azokon a területeken, ahol az északi római katolikus albánság az ortodox szerbséggel élt szomszédságban, és magyarázattal is szolgálhat a koszovói albánok gyorsan lezajló muszlimmá válására.
A válaszok másik része abban az albánokról szóló beszámolókból és szakmunkákból  ismert toposzban látja az albánok tömeges iszlamizálásának okát, amit talán vallási renyheségként lehetne megragadni. Ezen megállapítások vagy inkább megfigyelések szerint az albánok a tételes vallásokhoz felszínesen viszonyultak, tanításaikat csak szelektíven fogadták be, nem voltak különösebben fogékonyak az elmélyült vallásos életre, és így általában az áttérés sem okozott számukra gondot, identitásbeli törést. Ez a vallásokhoz való felületes viszonyulás ugyanakkor ahhoz is hozzájárult, hogy az albánok gyakran fenntartás nélkül részt vettek egymás rítusaiban. Ez magyarázhatja azt az általános jelenséget, hogy gyakran csak a férfiak tértek át az igaz hitre, az asszonyok megmaradtak kereszténynek, valamint a kriptokereszténység elterjedtségét. Bár névleg és külsőségekben sok albán felvette az iszlámot és nyilvánosan muszlimként viselkedett, a családi körben megőrizte keresztény rítusait. Több albánnak volt egy muszlim neve a társadalmi érintkezésekhez és egy keresztény neve, amelyen családi és baráti körben ismerték.

#### Szúfi dervisrendek
Az iszlám szunnita ága mellett több szúfi dervisrend, ún. taríka terjedt el albán földön, amelyek monasztikus központjai, kolostorai a tekkék voltak. Elterjedésük és népszerűségük okai között szokás említeni, hogy e dervisrendek toleranciát hirdettek, nyitottsággal fogadták be más muszlim rendek vagy éppen keresztény felekezetek hittételeit is. Ezek közül a legnevezetesebb a bektási rend. Albániai térhódításuk kezdetei nem pontosan ismertek, vélhetően kisebb csoportjaik szivárogtak be albán földre, akik aztán elterjesztették a bektasizmus eszméjét. A 16. század második felére jelenlétük már számottevő volt albán földön, főbb 17–18. századi tekkéik Kalkandelenben (Tetovo), Kaninában és Ergiriben (Gjirokastra) álltak. A bektasizmus 18. század második felében ért el a virágkorába, előbb a több tekkét is megalapító Shemimi Baba tevékenysége nyomán, majd a szintén bektási Ali Tepeleni pasa uralkodása alatt vette fel a bektási hitet. A Portával szembeszegülő pasa erőszakos halála után négy évvel, 1826-ban II. Mahmud szultán megtorlásul feloszlatta a bektási rendet, az elüldözött anatóliai bektási szerzetesek egy része albán földre ment.
A második legnépszerűbb szúfi dervisrend a halvetiké volt, derviskolostoraik a korai évszázadokban megnyíltak Janinában (Joánina, már 1390-től), Göricében (Korça), Avlonyában (Vlora), Ohriban (Ohrid) és Tiranban (Tirana), a 17. században pedig fontos tekkéik voltak Ergiriben (Gjirokastra), Ilibaszanban (Elbasan, Belgrad-i Arnavutban (Berat) és Prizrendben (Prizren) is. A szádi dervisrend a 17. század elején jelent meg Dél-Albániában, a következő évszázadban pedig már északon is voltak követőik. Legnagyobb tekkéjük Jakovában (Gjakova) állt, emellett kolostoraik voltak Leszkovikban (Leskovik), Ergiriben, Ilibaszanban, Tropojában és Pezában. A kádiri dervisrend a 17. század végétől kezdett elterjedni albán földön, első tekkéjük Belgrad-i Arnavutban nyílt meg, emellett rendházaik voltak Ilibaszanban, Peklinben, Tiranban és Debreizirben (Peshkopia). A rufai rend első tekkéje 1701-ben épült fel Pklinben (Peqin), majd további derviskolostoraik nyíltak Tiranban, Iskodrában (Shkodra), Ergiriben és Belhrad-i Arnavutban is.

#### Római katolikusok
A római katolikus egyház már Iskodra (Shkodra) 1393-as oszmán ostroma idején közvetlenül szembesülhetett azzal, mi fenyegeti az egyházat, és felkészülhetett a hitért folytatott harcra. A keresztény ellenállás dicső epizódja volt Kasztrióta György és az általa vezetett Lezhai Liga ellenállása, amely az oszmán hódításnak negyedszázadra megálljt parancsolt (1444–1468). Az albán katolikusok harcát a Szentszék mellett a Velencei Köztársaság és a Nápolyi Királyság támogatta, de az egész keresztény világ csodálta az albánokat küzdelmeikért, magát Kasztriótát pedig III. Kallixtusz pápa nyomán „Krisztus bajnokaként” (Athleta Christi) dicsőítették. A fejedelem halála után azonban az albán ellenállás szövedéke szertefoszlott, a Lezhai Liga területe a török martaléka lett, és ezzel a katolikus egyház helyzete is megrendült. Ugyanakkor egyházi és missziós tevékenységüknek volt köszönhető, hogy az északi területek törzsi társadalmi szervezetben élő hegyvidéki népei jórészt megőrizték katolikus vallásukat, csak később érte el őket a délen az ortodoxiát jóformán elsöprő iszlamizáció. Dolgukat megnehezítette az egyházszervezet megrendülése. Bár sikeresen újraszervezték az oszmán hódítás idején elveszített krujai, lezhai és shkodrai egyházmegyéiket, 1571-ben az antivari érsek, VIII. János a törökök fogságába került, a főegyházmegye nyolc évre vezető nélkül maradt. 1599-ben az albániai katolikus egyháznak összesen 130, javarészt képzetlen papja volt. Reprezentatívabb templomaikat mecsetekké alakították át, harangjaikat elvitték és beolvasztás után ágyúkat öntöttek belőlük. Új templomot a törvények értelmében nem építhettek. Még a 19. század közepéről is ismert olyan leírás, hogy Iskodrában (Shkodra) a hívek templom híján a szabad ég alatt, a csupasz földön gyűltek össze istentiszteletre. Ugyanakkor a pogány fenyegető réme hozzájárult ahhoz, hogy a 16–17. században virágjába szökhessék a katolikus albán egyházi irodalom. 1555-ben megjelent az első albán nyelvű könyv, Gjon Buzuku Mesharija (’Misekönyv’), 1618-ban Pjetër Budi adta ki katekizmusfordítását, de eredeti egyházi munkákat is írt, 1621-ben pedig fegyveres ellenállásra buzdította az albánokat.
A 17. században az albániai katolikus egyházmegyék a Velencei Köztársasághoz fordultak oltalomért, de ezzel csak a Portát bőszítették fel maguk ellen. Két évszázad elteltével, 1634-ben a ferencesek is újra megjelentek albán földön, és a bencés szerzetesek maradékaival Mirdita vidékén megszilárdították a katolikus egyház pozícióit, Orosh központtal egy püspöki rangú apátságot hoztak létre. Több tehetséges helyi fiatalt itáliai Ferenc-rendi kollégiumokba küldtek, hogy ott felkészülve a papi hivatásra, hazatérve az egyház megerősödését szolgálják. A rendek tevékenységét nem nézték jó szemmel az oszmán hivatalnokok. 1668-ban például az iskodrai (shkodrai) pasa két ferences szerzetest hitükért kivégeztetett.
1703. január 14–15-én a katolikus egyház az anyai ágon albán származású XI. Kelemen pápa támogatásával, Vicko Zmajević antivari érsek szervezésében és mintegy kétszáz pap részvételével gyűlést tartott a Lezha északi szomszédságában található Merqiában. Az arbëriai gyűlés néven elhíresült találkozón arra keresték a választ, mily módon tudnák megszilárdítani a katolikus északalbánok hitét, hogy ezzel elejét vegyék a tömeges áttéréseknek és híveik elveszítésének. Végül két fontosabb megegyezéssel zárult az esemény. Egyfelől pontot tettek az albániai egyházmegyék közötti területi és vagyonviták végére, hogy ezek ne bomlasszák az egyház tekintélyét, másfelől arra utasították a helyi alsópapságot, hogy az ernyedt vallásosságot tanúsító északalbán törzsfők körében terjesszék a tridenti zsinat szellemiségét. Abban is megegyeztek, hogy papjaik a továbbiakban nem szolgáltatják ki a szentségeket sem a kriptokeresztényeknek, sem pedig a vegyes házasságban élőknek. Ezt a rendelkezést XIV. Benedek pápa 1754-ben kelt enciklikájában is megerősítette. A céljuk ugyan az volt, hogy így kényszerítsék muszlim hitre tért egykori híveiket a rekatolizálásra, azt azonban az iszlám törvényei halállal büntették, így sok esetben inkább a kriptokeresztény családban élő keresztény asszonyok is áttértek a muszlim hitre. A tanácskozás egyébként albán nyelven zajlott, beleértve Zmajević püspök nyitó beszédét is. A gyűlésről készült jegyzőkönyvet a szervezők megküldték a pápának, majd Francesco Maria Da Lecce gondozásában a Propaganda Fide publikálta albán és latin nyelven egyaránt. A kiadvány, amellett hogy történelmi és egyháztörténeti szempontból is jelentős forrás, a 18. század eleji észak-albániai nyelvállapotokat is dokumentálja. Lényegi eredményt a katolikus egyház azonban nem ért el, a 18. században, különösen az orosz–török háborúk időszakában, a keresztényeket sujtó adók megemelésével az áttérési nyomás megsokszorozódott. A muszlimok részaránya a 19. századig fokozatosan növekedett az észak-albániai lakosságban. Egyedül Mirdita vidékének népe és az észak-albániai hegyvidéki törzsek egy része állt ellen évszázadokon át az iszlámnak. 1881-ben a Drin völgyétől északra élő albán népességből 35 ezer római katolikus, 15 ezer muszlim és 220 ortodox volt. Ugyanakkor az albánok gyakran felidézett vallási renyheségére utalva egyes szerzők leszögezik, hogy a római katolicizmus ezekben a közösségekben sem annyira mélyen megélt vallás, mint évszázados hagyomány és identitás dolga, illetve az oszmán hódítóval való szembeszegülés megnyilvánulása volt.
A Habsburg Birodalom a 17. századtól az albániai római katolikus közösségek oltalmazójaként lépett fel, az 1699-es karlócai békekötés szellemében ugyanis joga volt az Oszmán Birodalom római katolikus népeinek érdekképviseletére. A 19. századig azonban a protektorátus leginkább a Habsburg Birodalom geopolitikai törekvéseit szolgálta ki. Az Albániába osztrák papokat küldő nagyhatalom nem annyira a katolikus egyház és közművelődés megerősítésén dolgozott, mint inkább eszközt látott a kultuszprotektorátusban az ortodox kereszténység térnyerésén keresztül a szláv dominancia megfékezésére. Az Osztrák Császárság végül csak a 19. század közepétől teljesítette ki kultuszprotektorátusi jogait az – egyébként történetileg inkább olasz orientációjú – észak-albániai katolikusok felett. A 17. századtól a Francia Királyság is igényt tartott a katolikus érdekek képviseletére, konzulátusokat tartott fenn Durrësben és Janinában, 1701-ben pedig sikeresen avatkozott közbe diplomáciai úton, amikor a mirditai katolikusokat az oszmán hivatalosságok üldöztetése fenyegette.

#### Ortodoxok
Az ortodox egyház II. Mehmed szultán jóvoltából már 1454-től elismert vallási közösségnek, ún. milletnek számított. Bizonyos szintű önigazgatási-törvénykezési jogosultságokkal bírtak, szabadon rendelkeztek templomaik, kolostoraik, iskoláik és ispotályaik felett. Ennek ellenére Dél-Albániában az ortodox egyház szintén a fennmaradásért küzdött. Érzékeny vérveszteségként érte közösségüket, hogy a török nyomás elől Dél-Albánia ortodox népének nagy tömegei menekültek el és telepedtek le Itáliában. Emellett éppen privilegizált helyzete miatt az egyház súlyos hitelvesztési válságon esett át, a hívők bizalma megrendült a főpapságban. Egyházi vezetőiket (pátriárkát, érsekeket, püspököket) csak a Porta egyetértésével választhatták meg, akik stallumukat bármikor el is veszíthették, ha a kenőpénzzel megvesztegetett udvari hivatalnokok egy „megfelelőbb személyt” találtak pozíciójukra. Így idővel a főpapság az egyház és a hívők szolgálata helyett a főhatalomhoz való elvtelen alkalmazkodás politikáját választotta. Ezt tovább súlyosbította az ortodox egyház adószedőinek, a fanariótáknak gyakran az oszmán adószedőkét is meghaladó ügybuzgalma. Az albán lakta területek ortodox hívei eleinte az ohridi érsekséghez tartoztak, a 18. század elején pedig már négy másik ortodox érseki székhely is volt albán területen: Durrësben, Janinában, Kolonjában és Göricében (Korça).
Történtek persze ortodox részről is kísérletek arra, hogy ellenálljanak az iszlám terjedésének. A baziliánusok egyes adatok szerint már a 6–7. században elterjedtek a mai Albánia területén, 1693-tól pedig misszionáriusaik Himara vidékén tevékenykedtek. Nekik is köszönhetően maradt meg az iszlám nyomásának makacsul ellenálló ortodox zárványközösség a területen. A 18. században az ortodox megmaradás egyik élharcosa a később szentté avatott szerzetes, Koszmász Aitolósz volt, aki fáradhatatlanul járta az Avlonya–Belgradi–Pogradasz-vonaltól délre eső területeket, és prédikációival tartotta a lelket az ortodox közösségben. Az arománok a 18. századra az ortodox egyház és kultúra fellegvárát alakították ki Voskopojában, ahol huszonhat templomuk volt, 1720-tól itt működött a Balkán legnagyobb görög nyomdája, 1744-ben pedig akadémiájuk is nyílt a városban. A keleti kereszténység helyzetének jelentős javulását idézte elő az orosz–török háborút lezáró 1774-es kücsük-kajnardzsi béke, amelyben a vesztes török fél beleegyezett, hogy Oroszország protektorátusi szerepet vállaljon az Oszmán Birodalomban élő ortodox keresztények felett.
Az albán ortodoxok fennmaradási törekvéseinek sorában meg kell említeni a még az oszmán hódítás elől Itáliába menekült ortodox albánok, az arberesek tevékenységét. Ennek a népcsoportnak egy része új hazájában római katolikus hitre tért, másik része a római pápa fennhatósága alá tartozva követte a bizánci rítust, azaz görögkatolikus lett. A 17. században néhány képviselőjük visszatért az óhazába, hogy segítsék hitsorosaik küzdelmeit. A század első felében egy bizonyos Zef Sqiroi Himara vidékén nyitott iskolát, és 1629-ben albán nyelvű tanítói segédletet adott ki. 1660-ban egy másik arberes, Onufër Kostandini vette át tőle a stafétabotot, és működtetett iskolát a Himara környéki ortodox albánok körében.

#### Zsidó közösségek
Az onkhészmoszi késő ókori zsinagógát nem számítva az albán földön szórványosan megtelepedő zsidókról szóló híradásokat a 12. századból ismerünk, de jelentősebb számban az oszmán hódítással érkeztek az országba. A 16. század elején már zsidó városrészek voltak ismertek Beratban, Elbasanban, Avlonyában (Vlora) és Durrësben, valamint néhány koszovói településen is. 1519–1520-ban Avlonyában 69 zsidó háztartást jegyeztek fel, és itt is épült fel az albán lakta vidékek első és egyetlen zsinagógája is, amely az első világháborúban pusztult el. Ezek többnyire szefárdi zsidó kereskedők voltak, akik kiterjedt kapcsolatrendszerrel rendelkeztek a spliti, dubrovniki, korfui és szaloniki zsidó közösségekkel. A messze földön híres szefárdi zsidó álmessiást, Sabbatáj Cévit 1673-ban Konstantinápolyból albán földre száműzték, Dulcignóban fejezte be az életét.

### A nemzeti eszmélés és függetlenség időszaka (1878–1945)
Bár az albánok keresztény szomszédai már a 19. század első felében megindították nemzeti mozgalmukat, az albánság muszlim részét jóval inkább áthatotta az iszlamizmus és az Oszmán Birodalomhoz való kötődés érzése. A felekezeti megosztottság, ha nem is általános érvénnyel, de jelen volt az ország életében. A 19. században még nem volt ritka az észak-albániai katolikus és muszlim törzsek közötti háborúskodás sem, 1876-ban például a muszlim északalbánok fegyverrel segítették a szultánt a katolikus mirditák leverésében. Az oszmán hatóságok nem etnikai és nyelvi, hanem vallási közösségekben gondolkodtak, így számukra minden muszlim török volt, a keresztények pedig – attól függően, hol éltek – görögök vagy szlávok. Ez tagadhatatlanul hátráltatta az albánokat abban, hogy egységüket felismerjék. Az egyházi hátterű oktatási rendszer szintén az albánság identitásbeli mozaikján munkálkodott: a muszlimok török, az ortodoxok görög nyelven tanultak, a római katolikusok osztrák vagy olasz iskolákba jártak. Ennek megfelelően a muszlimok arab, az ortodoxok görög, a római katolikusok pedig latin betűs ábécét használtak albán nyelvű írásbeliségükben. Ez utóbbi különösen fontos szerepet játszott abban, hogy az albánság szomszédainál később ismerte fel nemzeti egységét, még akkor is, ha egyébként a két fő dialektusra és számos aldialektusra szétváló albán volt a többség anyanyelve.
Ha a vallás nem lehetett a nemzeti egység szimbolikus talapzata, a közös anyanyelvet kellett a nemzeti mozgalom alapjává tenni. Az egységes anyanyelvi oktatás mint identitásszervező tényező jelentőségét a 19. század közepén ismerték fel az albánság nyugatos orientációjú vezetői, valamint a római katolikus egyház. Utóbbiak jóvoltából az 1870-es évek végére már huszonegy albán tanítási nyelvű iskola működött Észak-Albániában, amelyekben az albán gyerekek az alapszintű oktatáson túl speciális ismereteket is szerezhettek. Eközben a déli bektási és ortodox értelmiség egyes képviselői – miután egyházi iskoláikban anyanyelvi oktatásról szó sem lehetett – az albán ábécé egységesítésén dolgoztak, amihez a századfordulón a katolikus körök is csatlakoztak. Az oktatási és nyelvi törekvések együttesen hozzájárultak ahhoz, hogy a század utolsó harmadától albán muszlimok és keresztények felekezeti különbségeiket félretéve, vállvetve küzdöttek nemzetük önrendelkezési jogaiért. Ennek az albanianizmusnak is nevezett, az egymástól szétválasztó felekezetek helyett a közös anyanyelv és etnikai tudat fontosságát hangsúlyozó mozgalomnak olyan korai szószólói voltak, mint Pashko Vasa, Sami Frashëri vagy Andon Zako Çajupi. Sarkalatos követeléseik között nem az egyes egyházak privilegizálása, hanem a teljes vallásszabadság és a vallások egyenlősége szerepelt. A függetlenségi küzdelmek sorát megnyitó 1878-as Prizreni Liga vezéralakjai között valamennyi vallás képviselője megtalálható volt, bár a célok megfogalmazása közötti különbségek kitapinthatóak voltak a felszín alatt. A századfordulótól tehetős muszlimok is pénzeltek albán nyomdákat és folyóiratokat (pl. Manasztirban). Természetesen voltak a nemzeti egységben disszonáns hangok is. Az 1899-ben megalakított Pejai Liga vezetői az iszlám primátusának megőrzése mellett tettek hitet, helyi bizottságaik a közrend fenntartása mellett a saría betartásáról is gondoskodtak. Preng Doçi mirditai apát 1897-ben egy katolikus autonóm fejedelemség megszervezéséről szőtt terveit osztotta meg az Osztrák–Magyar Monarchia diplomatáival. Amikor az 1908-as manasztiri tanácskozáson a Nyugat-orientáció jeleként a valamennyi vallást képviselő résztvevők a latin betűs albán ábécé bevezetéséről döntöttek, az oszmanista hodzsák és hívek részéről tiltakozási hullám fogadta a döntést. A Közép-albániai Köztársaságot 1913-ban megalapító Esat Toptani, ahogy az 1914-ben kitört közép-albániai felkelés szunnita muszlim vezetői is az Oszmán Birodalom fennhatóságát, de legalábbis az iszlám primátusát kívánták visszaállítani. Ezek a hangok azonban egyre fogyatkoztak, a vallási különbségek fokozatosan elhalványultak a közös nyelv és a közös etnikai identitás árnyékában. Jóllehet, fanatikus megnyilvánulásokban, a publicisztikákban, az egyházak konzervatívabb és felvilágosultabb rétegei közötti villongásokban – különösen a szunnita muszlim és az ortodox egyházban – még az 1930-as években sem volt hiány. Az 1920-as évek második felétől az albán kormányok igyekeztek ezeket a konfliktusokat elsimítani, majd az 1930-as években törvényileg is megregulázták a viszályt keltő vallási csoportokat. Eközben ismét előtérbe tolták a vallási különbségeken felülemelkedő 19. századi albanianizmus eszméjét. Ennek egyik sikere volt, hogy a hagyományos felekezeti névadás helyett egyre több újszülött kapott vallássemleges, beszélő „igaz albán nevet” (pl. az olyan férfi-női névpárok, mint Flamur/Flamure, ’zászló’, Gëzim/Gëzime, ’öröm’, Ylli/Yllka, ’csillag’ vagy női nevek, mint Drita, ’fény’, Liri, ’szabadság’).
Az 1912-ben függetlenné vált Albánia első nemzeti kormánya, a Qemali-kabinet egyik első intézkedése volt az állam és az egyház szétválasztása. Az 1920-as lushnjai kongresszuson megalapított régenstanács négy tagját úgy választották ki, hogy azok a négy fő felekezetet képviseljék. Az elsőként megválasztott tagok a szunnita muszlim Abdi Toptani, a bektási Aqif Elbasani, az ortodox Mihal Turtulli és a római katolikus Luigj Bumçi volt. A nemzetgyűlés 1922. december 8-án törölte az 1920-as lushnjai statútumukból azt a pontot, amely az iszlámot államvallásnak ismerte el. A politikai hatalom azonban alapvetően a muszlimok kezében volt, akiktől nem volt idegen a pániszlám ideológia sem, az 1920-as évek első felében az ortodoxok és a katolikusok egy része emiatt komolyan tartott az ország eliszlámosodásától, az „oszmán bégek” uralmától, 1926 végén pedig észak-albániai katolikus törzsek fegyveres felkelésére is sor került, amelynek során keresztény köztársasági elnök kinevezését követelték. A felkelés leverése után több katolikus papot kivégeztek. Az 1924-ig egymást váltó albán miniszterelnökök közül öt szunnita muszlim (Sylejman Delvina, Iliaz Vrioni, Hasan Prishtina, Amet Zogu, Shefqet Vërlaci), egy bektási (Xhafer Ypi), kettő pedig ortodox volt (Pandeli Evangjeli, Idhomene Kosturi). Az 1924-ben – az ortodox Fan Noli és a katolikus Luigj Gurakuqi vezetésével – kitört júniusi forradalom egyik célja éppen a „muszlim arisztokrácia”, a nagybirtokos bégek hatalmának leverése volt. 1924 végén a muszlim – de nyugati orientációjú – Zogu ragadta magához másfél évtizedre a hatalmat. Az 1925-ös köztársasági alkotmány kimondta, hogy az országban államvallás nincs, ezzel Albánia jogi szempontból is szekuláris állam lett. Ezt az 1928-as alkotmány is megerősítette. I. Zogu odáig ment a szekularizációban, hogy 1933 áprilisában államosította az egyházi és a magániskolákat: 160 egyházi fenntartású falusi népiskola mellett 17 katolikus felsőbb tanintézmény és egy korçai protestáns iskola került állami kézbe. Az intézkedés a fenntartó egyházi szervezeteken kívül különösen érzékenyen érintette az iskoláikon keresztül politikai befolyásra törő görög és olasz kormányokat. Az iskolai oktatás ugyanakkor nem vált teljesen világiassá, a kormány a tanterv részének tekintette továbbra is a muszlim és keresztény egyházi olvasókönyveket, 1934 nyarától pedig olasz nyomásra a katolikus iskolák újranyithattak. Több kisebb törvény és rendelet az emancipáció irányába mutatott: 1929 áprilisában törvényen kívül helyezték a poligámia intézményét és bevezették a polgári házasságkötést, 1937 márciusában pedig megtiltották a muszlim nők elfátylazását. Ehhez képest drasztikus visszalépést jelentett az az 1938 szeptemberében elfogadott törvény, amely tiltotta a vallásváltást az állampolgárok számára. A törvényt jegyző belügyminiszter, Musa Juka érvelése szerint a törvénnyel a társadalmi konfliktusokat generáló hittérítő tevékenységet kívánták visszaszorítani. Ugyanakkor Zogu nem kockáztatta meg, hogy az 1924-es júniusi forradalomhoz hasonló politikai helyzet alakulhasson ki, így minden eszközzel meg kívánta akadályozni egy ortodox–katolikus vezetésű ellenzéki egységfront kialakulását. Az észak-albániai katolikus vallási vezetőket egyenesen azzal fenyegette meg, hogy az ellenvélemény semmilyen formáját nem fogja tolerálni, ellenkező esetben a papság példás megbüntetésétől sem riad vissza.
A 20. század első évtizedére az albán népesség kétharmada, más becslések szerint 70%-a muszlim volt, ezek harmada, azaz a lakosság kb. 20%-a pedig bektási. Az 1930-as népszámlálás adatai alapján 688 280 muszlim (68,6%), 210 313 ortodox (21,0%) és 104 184 katolikus (10,4%) élt az országban, mellettük 72 protestáns felekezetűt és 24 zsidót számláltak össze. A bektásik részarányát a lakosság 20%-ának becsülték. Az ország tíz prefektúrájából nyolc muszlim többségű volt, Gjirokastra prefektúrában az ortodox, Shkodra prefektúrában pedig a római katolikusok voltak többségben. Egy 1942-es olasz statisztika szerint az ország 1 128 143 lakosából 779 417 fő muszlim (69,0%), 232 320 fő ortodox (20,6%), 116 259 fő pedig római katolikus (10,3%) volt. Ugyanebben az időszakban Albánia-szerte 1127 mecsetet, 1036 imámot és muftit, 17 medreszét (iszlám iskolát), 260 szúfi tekkét, ortodox részről 844 templomot és 70 kolostort, míg a katolikusok 147 templomot tartottak számon. 1944 júniusában az iszlám lakosság váratlan utánpótlást kapott: a Görögországnak ítélt Çamëriából a görög kormány 40 ezer muszlim albánt hajtott át a határon Albániába, miután házaikat és ingóságaikat elkobozták.

#### Szunnita muszlimok és bektásik
Az albánság szunnita muszlim tömegei természetesnek érezték az Oszmán Birodalomhoz való tartozást. A bektásik vezetői közül azonban több haladó szellemiségű, az albán önállósági törekvésekkel azonosulni tudó személy emelkedett ki, akiknek fontos szerep jutott a nemzeti küzdelmek kibontakozásában. A Prizreni Liga fő vezéralakja Sami Frashëri volt, fivére, Naim Frashëri, a korszak legnagyobb albán költője hazafias hangvételű verseivel táplálta az albán nemzeti öntudatot. A 19. század végére az albán lakta területek négy nagy vallási közösségének egyike a bektásiké volt, egyes becslések szerint a lakosság 15%-a – vagyis az összes muszlim negyede – a bektási vallás előírásait követte.
A nemzeti függetlenség elnyerése (1912) után a muszlimokat megfosztották törvénykezési joguktól, az állami igazságszolgáltatás alá kellett rendelniük magukat. 1923. március 15-én az albániai szunnita muszlimok Tiranában összegyűlt vezetői kimondták függetlenségüket a konstantinápolyi kalifától, 1929-ben pedig átszervezték egyházigazgatási rendszerüket. Élükön a kalifa állt, az országot négy, főmuftik által vezetett régióra osztották, amelyekhez további alrégiók tartozhattak, élükön a muftikkal. Az általános iszlám tanács tagjai a nagymuftin kívül a tiranai, shkodrai, korçai és vlorai főmuftik voltak. Az 1930-as években a muszlim közösség átmenetileg meggyengült, amikor a Nyugat-orientált I. Zogu leépítette diplomáciai kapcsolatait a muszlim világgal, és politikailag az ország szekularizálására törekedett.
A századfordulóra megerősödött bektásik az 1910-es években súlyos veszteségeket szenvedtek el. A déli országrészt megszálló Görög Királyság a Balkán-háborúk, majd az első világháború során 1915-ig több tucat tekkét felégettek, muszlim falukat dúltak fel, 100 ezer muszlimot kényszerítettek házaik elhagyására. 1921. január 17–21-ei prishtai tanácskozásukon kimondták függetlenségüket a törökországi bektási rendtől, és hat körzetbe szervezték egyházukat (Kruja, Elbasan, Korça, Gjirokastra, Berat, Vlora). Egyházszervezetük élén a dede állt, a körzeteket egy-egy babë (’nagyatya’) vezette. Miután 1925 őszén Törökországban betiltották az összes dervisrendet, Albánia a világ bektásijainak központja lett.

#### Római katolikusok
A 19. század közepén a Bari és a Durrësi érsekség mellett a katolikus egyháznak püspökségei voltak Shkodrában, Sapában, Drishtben, Lezhában, Krujában, Apollóniában és Vlorában. A főpapok egy része osztrák volt. Az albániai római katolikus egyház helyzetének megszilárdulását nagyban segítette, hogy 1886-ban a Bari érsekség székhelye az észak-albániai Shkodra lett. Tudatosabb egyházszervezési törekvéseik jeleként a katolikus főpapság a korszakban háromszor is összegyűlt szinódusra (az utolsó kettőre 1871-ben és 1895-ben került sor), amelyeken többek között az egyházi szervezet megerősítése és a nemzeti nyelvű egyházi oktatás kiszélesítése kapcsán hoztak döntéseket. A 19. század közepétől a Porta engedélyével és osztrák támogatással a Ferenc-rendiek ismét aktivizálták magukat, valamint a jezsuiták is megjelentek Albániában. Mindkét rend Shkodrában rendezte be központját, és rendkívül fontos szerepet játszott Észak-Albánia – és az egész ország – egyházi és közművelődési életében, hozzájárulva az albánság nemzetté válásához.
A ferencesek 1859-ben alapították meg shkodrai kollégiumukat, amely később Collegium Illyricum néven lett ismert, az egyik első olyan tanintézményként, ahol albánul folyt a tanítás. 1861-ben szemináriumuk nyílt, 1878-ban pedig a stigmatinusok alapítottak leányiskolát a városban. A ferences iskolák olyan diákokat indított el a pályán, mint Gjergj Fishta, Shtjefën Gjeçovi, Simon Rrota, Justin Rrota, Karl Gurakuqi, Anton Logoreci, Prenk Jakova vagy Fadil Paçrami, nevezetes tanáraik közé tartozott Leonardo De Martino, Gjergj Fishta – aki egyúttal a shkodrai katolikus értelmiségi kör vezéralakja is volt –, Mati Logoreci, Anton Harapi és Athanas Gegaj. Idővel saját nyomdát is alapítottak, és olyan, a korban jelentős kulturális folyóiratokat indítottak el, mint a Hylli i Dritës (’Hajnalcsillag’, 1913–1944) vagy a Zâni i Shna Ndout (’Szent Antal Hangja’, 1913–1944).
A jezsuiták első misszióját 1841-ben három Szicíliából érkező szerzetes állította fel, eleinte elsősorban tanítással és beteggondozással igyekeztek elnyerni a helyi katolikusok bizalmát, de az iszlám közösség és a katolikus papok ellenszenvvel követték ténykedésüket, és alig egy év elteltével kiűzték őket Albániából. Amikor 1855-ben IX. Piusz pápa megerősítette Ausztria kultuszprotektorátusi jogait Észak-Albániában, osztrák segítséggel a jezsuiták visszatértek. 1856-ban megalapították első iskolájukat, ahol török és albán nyelven folyt a tanítás. Shkodrában 1859-ben nyitotta meg kapuit a jezsuita Albán Főpapi Kollégium, 1861-ben a jezsuita szeminárium, 1877-ben pedig a négyszáz fiatalnak gyakorlati és kereskedelmi oktatást is nyújtó Xavéri Szent Ferenc Kollégium. Mindkét iskolában olasz és albán nyelven folyt az oktatás, a xaveriánus kollégium padsoraiból a századforduló és a századelő irodalmi és tudományos életének több jeles alakja indult el (Anton Xanoni, Ndoc Nikaj, Ndre Mjeda, Faik Konica, Luigj Gurakuqi, Hilë Mosi, Vinçenc Prennushi, Ndre Zadeja, Ernest Koliqi, Injac Zamputi, Kolë Jakova, Qemal Stafa, Mark Gurakuqi, Martin Camaj, Tonin Harapi és mások). 1870-ben elindították saját nyomdájukat Shtypshkronja e Zojës s’Paperlyeme (’A Szeplőtelen Szűz Nyomdája’) néven, amely 1928-ig 471 könyvet adott ki főleg albán nyelven, de latinul és olaszul is. Albán nyelvű folyóirataik közül a nevezetesebbek közé tartozott az Elçija i Zemers t’Jezu Krisctit (’A Szent Szív Hírhozója’, 1891–1944, 1914 után megváltozott címmel) egyházi lap, a Përparimi (’A Haladás’, 1914–1916) című történelmi-ismeretterjesztő folyóirat, valamint a Leka (1929–1944) című kulturális havilap. 1932-ben ugyancsak Shkodrában megnyitották a Jezsuita Apostoli Felkészítő Iskolát, 1933-ban Don Bosco néven megkezdte működését társadalmi egyesületük, 1941 júniusában pedig Tiranában felszentelték a Szent Szív-székesegyházat.
A ferencesek és jezsuiták mellett a szaloniki székhelyű lazaristák is segítették a katolikus egyház szervezését, de főleg az albán nyelvterület keleti vidékein. Kongregációs missziókat alapítottak Prizrenben, Manasztirban, Pogradecben és Korçában. Az Irgalmas Nővérek kongregációját 1888-ban három külföldön képzett női szerzetes, Agata Shënkolli, Suzana és Xhuliana Sopi hozta el albán földre, de összeütközésbe kerültek a ferences és jezsuita szerzetesekkel, így 1891-ben prizreni kongregációjukat feloszlatták.
Az ország függetlenné válásával az egyházszervezet megszilárdult az országban. Albániának 1940-ben két római katolikus főegyházmegyéje volt, a Shkodrai és a Durrësi főegyházmegye. Shkodra alá tartoztak a pulti, sapai és lezhai püspökségek, a durrësi érsekség beosztott egyházmegyék nélkül működött ugyan, de a kisszámú dél- és közép-albániai katolikusokat is képviselő apostoli adminisztratúra volt, emellett az országban volt egy közvetlenül a Vatikán egyházi igazgatása alá rendelt területi apátság is, az oroshi Hegyi Szent Sándor-apátság. A második világháború végén 253 római katolikus templomot és kápolnát tartottak számon Albániában, emellett az egyház fenntartott két papi szemináriumot, tíz kolostort, húsz konventet, tizenöt árvaházat és menhelyet, tizenhat iskolát és tíz jótékonysági egyesületet.

#### Ortodoxok
Bár a nemzeti függetlenségi törekvésekből ortodox felekezetű albánok is kivették részüket (Naum Veqilharxhi, Jani Vreto, Kostandin Kristoforidhi, Mihal Grameno, Lef Nosi és mások), az ortodox egyház elszakadása az erős érdekérvényesítő képességű görög anyaegyháztól lassabban ment végbe. Ehhez hozzájárult, hogy a görög egyházszervezet bizonyos szintű önállóságot élvezett az Oszmán Birodalmon belül. Elismerték mint a konstantinápolyi patriarkátus felügyelete alá tartozó vallási közösséget, az ortodox egyház szabadon rendelkezhetett templomai, kolostorai, iskolái és ispotályai felett, és évezredes jogukként liturgiájuk is görög nyelven folyt. A görög függetlenség kivívásával az albán ortodoxok felett is rendelkező görög egyház nemzeti intézmény lett, a görög nyelv és műveltség védelmezője az iszlámmal szemben. Ez ugyanakkor azt is jelentette, hogy az ortodox hívőket valós etnicitásuktól függetlenül görögökként kezelték, az ortodox egyház főpapsága tehát ellenséges indulatokkal követte az albánok nemzeti törekvéseit. Az albán nyelv liturgikus bevezetésére irányuló, az 1890-es évektől szórványosan megfogalmazott követeléseket eretnekségnek kiáltották ki, és arról sem lehetett szó, hogy a főpapság soraiba albán nemzetiségű személy kerüljön be. Komoly érvágás volt az ortodox albán közösségre nézve az is, hogy a 19. század közepétől, különösen Korça vidékéről, ortodox családok tömegei kerestek boldogulást külföldön, főként az Amerikai Egyesült Államokban és Romániában. 1888-ban már 40 ezresre rúgott a romániai albánok száma.
1845-ben Neofit Gjirokastriti személyében az első olyan albán érzelmű ortodox püspök került a korçai egyházmegye élére, aki püspöksége három évtizede alatt felettesei ellenállásával is dacolva sokat tett az albán nyelvű oktatásért. Először 1852-ben egy Korça melletti falu egyházi iskolájában kezdték meg az albán nyelvű oktatást, amit 1854-ben követett a második tanintézet. Fokozatosan a déli ortodox iskolákban is megindult az anyanyelvi oktatás, a nemzeti öntudatra nevelés. Az 1880-as évek végére azonban elfogyott az ortodox egyház türelme, és 1889-ben betiltották az albán nyelvű oktatást az egyházi iskolákban. Ezt a rendelkezést az új, görög érzelmű korçai püspök 1892–1893-ban újólag megerősítette, az ortodox pátriárka pedig kiközösítéssel fenyegette meg az albán irodalmat olvasó híveket is. A berati ortodox közösség pópája, Babë Dudë Karbunara a fenyegetésre fittyet hányva istentiszteletein albánul olvasta fel az evangéliumokat, 1895-ben szélsőségesek felgyújtották a házát, és bár életét megkímélték, földönfutóvá lett.
1905. február 10-én Kristo Negovani ortodox pap szülőfalujában, Negovanban tartott először albán nyelvű istentiszteletet a kasztoríai püspök jelenlétében. Két nap múlva görög fegyveresek – szintén ortodox pap fivérével együtt – megölték. Bosszúból Bajo Topulli gerillavezér 1906. szeptember 22-én meggyilkolta Korça ortodox püspökét, Phótiosz Kalpídiszt.
Az albán ortodox hívők önállóságához vezető következő lépést az amerikai albán diaszpóra ortodox közössége tette meg. 1907-ben egy görög pópa megtagadta egy Kristo Dishnica nevű albán ember eltemetését a Massachusetts állambeli Hudsonben. Az amerikai ortodox albánok körében óriási felháborodást váltott ki az eset. Fan Noli szervezésében új-angliai képviselőik összegyűltek, és az amerikai orosz ortodox egyház égisze alatt megalakították az autokefál albán ortodox egyházat. 1908. február 9-én az új egyház első papja Noli lett, aki felszentelése után albánra fordította az ortodox liturgiát. 1908. március 22-én Bostonban először celebrált misét albán nyelven. Az új-angliai ortodox albánok még ugyanabban az évben megszervezték Szent György-székesegyházukat. Noli pár év elteltével már Albániában volt, ahol 1914. március 10-én Durrësben is anyanyelvén tartott istentiszteletet. Később Amerikába visszatérve azon munkálkodott, hogy létrehozzon egy autokefál albán egyházat. Törekvéseit 1919. július 27-én koronázta siker, megalakult az önálló amerikai albán ortodox egyház, amelynek első püspöke lett.
A fejlemények fellelkesítették az óhaza ortodox közösségét. 1909. február 1-jén Mihal Grameno szerkesztésében Korçában megjelent az első albán nyelvű ortodox lap Lidhja Orthodokse (’Ortodox Szövetség’) címen. Megindult az alulról szervezett kampány, nem csak a folyóirat lapjain, de a városszerte falakra tűzdelt röpiratokon is, amelynek során először csak az albán nyelvű liturgia engedélyezését követelték, később viszont már az autokefál albán ortodox egyház megalakításával fenyegetőztek. A mozgalom Korçából kiindulva az albán ortodoxok körében híveket szerzett magának Leskovikban, Përmetben, Gjirokastrában, Janinában, Beratban, Elbasanban, Durrësben és más városokban is. A görög nemzetiségű és érzelmű főpapság, valamint híveik fanatikus csoportja feldühödten fogadta a fejleményeket.
1914 februárjában a korçai püspök vezető szerepet vállalt a független Albániától elszakított, a Görög Királyság támogatásával létrejött Észak-epiruszi Autonóm Köztársaság kikiáltásában. Az elszakított területeken a szakadár köztársaság történetének két éve alatt a görög hadsereg bosszúhadjáratot folytatott nem csak a muszlim, de az ortodox albán közösségek ellen is. A legszörnyűbb eseményre 1914 áprilisában a Tepelena melletti Kodrában került sor. A görög katonák az ortodox falu népét, mintegy 230 embert – köztük öregeket, nőket és gyermekeket – összeterelték a helyi kolostorba, majd rájuk omlasztották az épület tetejét és géppisztolytűzzel fejezték be a mészárlást. A holttesteket ezután lefejezték, a fejeket pedig feltűzték a még álló falakra. Amikor 1918. december 24-én egy amerikai ortodox albán pap, Stathi Melani az óhazába látogatva albán nyelven tartott istentiszteletet, a felháborodott tömeg agyonverte.
1922. április 11-én az ortodox egyház korçai tanácskozásán kinyilvánították akaratukat az önálló albán egyház megalakulása kapcsán, a görög főpapok azonban nem álltak az ügy mellé.  A kormány ezt követően kiutasította az országból a görög befolyás akkori élharcosát, Jákovosz durrësi ortodox érseket, majd a görög kormány tiltakozására reagálva Gjirokastra, Korça és Berat ortodox püspökeit is kitette hivatalukból.  1922. szeptember 12-én berati kongresszusán az Albán Autokefál Ortodox Egyház kimondta megalakulását négy metropóliával (Durrës-Tirana, Berat, Gjirokastra, Korça), két szemináriummal és huszonkilenc kolostorral. Nem ismerték el többé a görög ortodox egyház fennhatóságát, és a liturgia nyelve immár hivatalosan is az albán lett. Az egyház irányításával az amerikai albán ortodox egyház vezetőjét, Fan Noli durrës-tiranai érseket bízták meg, Berat püspöke Kristofor Kisi, Korça püspöke Andon Jaho (Jerótheosz) lett. Gjirokastrai püspököt nem sikerült választani, így a szent szinódus sem alakulhatott meg. A szinódus megalakulásának elmaradásával azonban a berati tanácskozás eredményei jobbára papíron maradtak. A konstantinápolyi pártriárka azonban az albán ortodox küldöttség látogatása után sem sietett az egyház önállóságának elismerésével, továbbra is ragaszkodott ahhoz, hogy az istentiszteletek görög nyelven folyjanak. Az elismerés hiányában a főegyházmegye püspökeinek szabályos felszentelésére sem kerülhetett sor. Az 1920-as évek közepétől Zogu és kormányai is támogatták az ortodox egyház önállóságát és közbenjártak az autokefalitás érdekében, elsősorban politikai okokból: számukra elfogadhatatlan és némileg veszélyes is volt, hogy az ország lakosságának egyötöde az Albánián kívüli, nagy hatalmú görög patriarkátus befolyása alatt éljen. 1926 júniusában ideiglenes megállapodás született a pátriárka és az albán egyház között, amelyben előbbi elismerte az albán nyelvű liturgia és az albánok főpapválasztásának jogát. I. Zogu nyomására – és durrësi villájában – 1929. február 18-án az albán ortodoxok megválasztották szinódusuk püspökeit és Visarion Xhuvani személyében egyházuk vezetőjét. Az albán király kérésére a pejai szerb metropolita ugyan felszentelte az egyházfőket, a pátriárka azonban később semmissé tette az aktust, a megválasztott főpapokat pedig kiátkozta. A szinódus ugyan megalakult, de sem a kétes hírű Xhuvani, sem a mellé hatalmi szóval püspököknek kinevezett vidéki papok nem nyerték meg az albániai ortodox hívők bizalmát. 1935-ben végül újraindultak az egyeztetések, és a konstantinápolyi pátriárka 1937. március 17-én szóban, majd április 12-én írott dekrétumában is elismerte az albán ortodox egyház önállóságát. Még ezt megelőzően, 1937 februárjában Xhuvanit „kifogásolható erkölcsi magatartása” és „botrányos életvitele” miatt felmentették érseki hivatalából, az egyház új metropolitája Kristofor Kisi lett, és a szinódust alkotó papokat is alkalmasabb jelöltekre cserélték.
A Beratban 1937. április 12-én összeült szent szinódus Kristofor Kisit választotta meg az új egyház prímásává, Tirana érsekévé. Az új egyház vezetője a tiranai székhelyű Tirana-Durrësi főegyházmegye érseke volt, közvetlen igazgatása alá tartoztak a tiranai, durrësi, shkodrai, kavajai és elbasani egyházkörzetek. Az érseki szék mellett három további püspökségi központ volt Albániában: a berati (Berat, Vlora, Fier és Lushnja egyházkörzetekkel), a gjirokastrai (Gjirokastra, Pogon, Përmet, Delvina, Saranda, Himara) és a korçai (Korça, Erseka, Leskovik, Pogradec). Egy 1944. április 4-ei döntéssel három új püspökséget hoztak létre az albán ortodox egyház kebelében: egyet Albánián belül Peshkopia székhellyel, a prizreni és strugai püspökségeket pedig a koszovói, illetve macedóniai albán ortodox hívek egyházmegyéjeként. A második világháború végén az albán ortodox egyháznak országszerte 65 kolostora volt.

#### Protestánsok
A protestáns egyházak soha nem tudták szilárdan megvetni a lábukat albán földön, de közvetetten kivették a részüket az albán nemzeti törekvések támogatásából. Az 1860-as években a British and Foreign Bible Society Kostandin Kristoforidhit kérte fel az Ó- és Újtestamentum albánra fordítására. Kristoforidhi 1872-ben készült el az Újszövetség geg, 1879-ben pedig toszk változatával (Ószövetség-fordítása félbemaradt). Ez volt a Biblia első albán fordítása, és jelentősen hozzájárult az albán nyelvű liturgia igényéhez, ahogy az irodalmi albán nyelv kialakításához is. A nemzeti törekvések időszakának jelentős protestáns személyiségei voltak a Qiriazi fivérek, Gjerasim és Gjergj, akik előbb leány-, majd fiúiskolát nyitottak Korçában, és pedagógusi tevékenységük során az evangelikalista eszméket is igyekeztek elterjeszteni. 1892. november 14-én a Qiriazi fivérek Petro Nini Luarasi közreműködésével megalapították az Evangelikalista Gyülekezetet. Igazán gyökeret azonban a protestantizmus nem vert az albán lakta vidéken, egyetlen templomuk ebben az időszakban a koszovói Prizrenben volt. Az 1930-as országos népszámláláson mindössze 72 fő vallotta magát protestáns vallásúnak, főleg Korça vidékén.

#### Zsidó közösségek
Az 1930-as népszámlálás során egész Albániában mindössze 24-en vallották magukat zsidónak. Ez a szám néhány év alatt 300-ra duzzadt, és 1937. április 2-án az albán kormány hivatalosan is elismerte felekezeti önállóságukat. A zsidók számának megnövekedését az indokolja, hogy a berlini albán nagykövetségen 1938 végéig feltétel nélkül kiállították az albán vízumot a hozzájuk forduló menedékkérőknek. Az Albániában letelepedő zsidók az őket bújtató lakosságnak köszönhetően a második világháború vérzivataros éveit is túlélték. Az ország 1943. szeptemberi náci megszállását követően egyetlenegy zsidó sem került a Gestapo kezére. A háború végén az albániai zsidók száma az 1939-es lélekszámuk tizenegyszerese volt. A Koszovóban menedéket kereső mintegy 400 zsidó nagy részének sorsa a koncentrációs tábor volt. 1944 tavaszán valamennyiüket bevagonírozták és Bergen-Belsenbe vitték, csupán százan élték túl a holokausztot. Az emigrációban tartózkodó I. Zogu albán király 1944 júliusában az Angliai Zsidó Egyesület képviselőivel folytatott tárgyalása során ígéretet tett arra, hogy a világháború végével és uralma megszilárdításával 150 ezer hektárt enged át a nemzetközi zsidó közösségnek, 50 ezer zsidó család letelepedését segíti elő Albániában.

### A kommunizmus vallásüldözése (1945–1990)
Az 1945-ös albániai népszámlálás nem mutatott lényegi változást a lakosság felekezeti megoszlásának tekintetében, bár az iszlám követőinek száma valamelyest növekedett, főként az ortodoxok rovására. A muszlimok a népesség 72,8%-át (1930-ban 68,6%), az ortodoxok 17,1%-át (21,0%-ról), a római katolikusok pedig 10,1%-át (10,4%-ról) tették ki. A második világháborút követően megszilárduló kommunista államhatalom időszakában a marxizmus–leninizmus tudományos materializmusa lett az uralkodó ideológia, amely az osztálytársadalom, így a haladást akadályozó tényezőkként elkönyvelt vallási intézmények lebontását is szorgalmazta (lásd marxista valláselmélet). Noha az 1946-ban elfogadott új alkotmány garantálta a vallásszabadságot, militáns ateista agitátorok már a világháború végórájában ellepték a felszabadított területeket, és vallásos dühvel hirdették az ateizmus üdvösségét. Tevékenységük az 1949. november 26-án kiadott 743-as számú, „A vallási közösségekről” hozott kormányrendeletben érte el ideiglenes célját. A történészi értékelések szerint is rendkívül cinikus dekrétum újólag garantálta a vallásszabadsághoz való jogot, a szabad vallásgyakorlás akadályozását és a felekezetellenes gyűlöletbeszédet büntetőjogi kategóriává tette, de kimondta, hogy a vallási közösségek fennmaradásuk érdekében kötelesek a néphatalom és a párt útmutatásait követni, és elsődleges feladatuk a követőik párthűségre nevelése. A rendelet kötelezővé tette, hogy minden vallásos folyóirat és főpapi körlevél cenzori procedúrán essen át publikálása előtt, a papság tagjainak még istentiszteleti prédikációikat is előzetesen be kellett mutatniuk a minisztertanácsnak. Az albániai egyházakat gyakorlatilag működésképtelenné tették, vezetőik legjava eddigre a kivégzőosztag elé vagy börtönbe került.

#### Szunnita muszlimok és bektásik
Miközben az 1940-es évek második felében már a katolikus egyházszervezet lerombolása és vezetőik likvidálása folyt, a muszlim vallási közösségek látszólag viszonylagos békében folytathatták tevékenységüket. Az állam nem csak a szunnita főágat, de a szúfi dervisrendek közül a bektásikat és a kádirikat is vallási közösségekként ismerte el. A felszín alatt azonban ellenük is bosszúhadjárat folyt. A fushë-krujai bektási Marteza atyát már 1946-ban börtönbe vetették, megkínozták, majd egy kihallgatása során az ablakon kitaszítva lelte halálát. 1947-ben kivégezték a tomorri Ali Tomori és a tepelenai Shefqet Kostani atyákat. Miután visszautasították az 1949-es felekezeti kormányrendelet szellemiségét, a számukra előírt állami felügyeletet és párthűséget, Shkodra főmuftija és Durrës muftija (Mustafë Varoshi) titokzatos körülmények között eltűnt, más iszlám vezetőket bebörtönöztek, köztük Hafëz Ibrahim Dibra nagymuftit. Egyes adatok szerint 1943 és 1954 között 28 muszlim vallási vezetőt végeztek ki az országban. Az egyház hodzsahiányban szenvedett, nagy számban voltak olyan mecsetek, ahol egyre kevésbé tudtak megfelelni a napi imádkozás előírásainak, sokukat bezárták. Egy 1962-es beszámoló szerint az egész országban összesen 24 mecset, az ország összes mecsetjének kb. 2%-a működött zavartalanul. Ezt követően a muszlimok vezetőit, főmuftikat és muftikat a pártállam minisztertanácsa nevezte ki.
A bektásikat valamelyest kevésbé érintették a megtorlások. Bár 1947-ben történt egy máig rejtélyes leszámolás a rend vezetői között, amelyben a bektási dede és két babë is életét veszítette, egyes adatok szerint még az 1960-as években is ötven bektási tekke működött az országban összesen nyolcvan dervissel, fushë-krujai kolostorukban pedig tizenöt dervis élt. Néhány bektási szerzetes időben el tudta hagyni az országot. Egyikük, Baba Rexhebi az Amerikai Egyesült Államokba telepedett le, ahol 1954-ben a Michigan állambeli Taylorban megszervezte az első bektási tekkét. Az állami ateizmus évtizedeiben, amikor az albániai bektásikat feloszlatták, az egész világon mindössze a taylori tekke, valamint a koszovói Gjakovában a Qazim Bakalli vezette tekke működött.

#### Római katolikusok
Az 1944-ben megindult ateista agitációt csakhamar véres leszámolások váltották fel. Elsőként a római katolikusok elleni hadjáratra került sor. Ennek elsődleges oka az volt, hogy a kommunista pártvezetés a Vatikán alá tartozó római katolikus egyházat kevésbé lojálisnak és jóval erősebbnek tartotta, mint az önálló albán muszlim és ortodox egyházakat. Ugyanakkor az is köztudott volt, hogy 1939 áprilisában az országot megszálló olasz fasiszta hadsereget a leglelkesebben az albániai római katolikusok vezetői, különösen a jezsuiták üdvözölték. A kommunista párt vezetőségi tagja, Mehmet Shehu 1945. január 28-án Shkodra főterén tartott nyilvános beszédében intézett hadat az egyház ellen. A várost „a reakció fészkének” titulálta, a római katolikus klérust pedig azzal fenyegette meg, hogy „fasiszta és reakciós tendenciáikért” a népbíróságok majd kiadják „megérdemelt jussukat”. Shehu külön kitért a jezsuitákra is, akiket vatikáni és angolszász kémeknek, a néphatalom alattomos ellenségeinek titulált. Az államrendőrség, a Sigurimi 800 ügynöke még aznap éjjel házkutatást tartott a vallási intézményekben. Pár hét elteltével, 1945 márciusában megindult a nyílt hadjárat. 1945. május 24-én letartóztatták, majd kiutasították az országból Leone Giovanni Battista Nigris pápai nunciust. Pár nappal később a párt főtitkára, Enver Hoxha tárgyalásra hívta az egyház két érsekét, Gaspër Thaçit és Vinçenc Prennushit azzal, hogy a Vatikánnal való kapcsolatok megszakítására és önálló albán katolikus egyház szervezésére szorítsa őket. A főpapok visszautasították az ultimátumot, ezért később mindketten börtönben fejezték be életüket. Ezt követően 85 külföldi papot kiutasítottak, a hazai papság tömegeit pedig letartóztatták és börtönbe vetették. A shkodrai katolikus közélet több papi-szerzetesi szereplőjét kivégezték, tárgyalás nélkül vagy koncepciós perben hozott ítélettel. Így ért véget már a hónap végéig Lazër Shantoja és Ndre Zadeja élete.
1946. január 17-én a kormány rendeletileg feloszlatott minden katolikus kulturális intézményt, áprilisban bezáratták a shkodrai ferencesek és jezsuiták nagy múltú tanintézményeit, kolostoraikat és valamennyi ingatlanjukat államosították. 1947 februárjáig valamennyi egyházi iskolát államosították, és megtiltották egyházi tanintézetek nyitását vagy bármilyen vallási jellegű oktatás szervezését. 1947 januárjában a Sigurimi fegyvereket és lőszereket rejtett el gjuhadoli templomukban, majd ennek ürügyén letartóztatták valamennyi ferences szerzetest, rendjüket pedig feloszlatták. A Ferenc-rendi atyák közül kivégezték Anton Harapit és Gjon Shllakut, börtönében halt meg Vinçenc Prennushi durrësi érsek, Bernardin Palaj, Ndoc Nikaj, és Donat Kurti pedig hosszú időre börtönbe került. A jezsuita szerzetesek sem kerülhették el sorsukat, 1945 utolsó napján ellenük is megindult a szisztematikus hadjárat. 1946. március 4-ei koncepciós perükben Daniel Dajani és az olasz Giovanni Fausti atyákat halálra ítélték, majd kivégezték. 1949. április 26-án a shkodrai Köztársaság moziban vette kezdetét helyi papok ellen a Jugoszláviának való kémkedés vádjával zajló kirakatpere. Valamennyiüket kivégezték. 1959-ben Shkodrában ismét „jugoszláv kémeket”, római katolikus papokat és ügyvédeket fogtak perbe, majd április 24-én halálra ítélték őket. A perre és a kivégzésekre nem a vallásüldözés részeként, csupán azért került sor, mert a szovjet pártfőtitkár, Nyikita Hruscsov arra kapacitálta Enver Hoxhát, hogy békét kössön Josip Broz Tito Jugoszláviájával. A pert gondosan úgy készítették elő, hogy megfelelő ürügyül szolgálhasson a megegyezés képtelenségére, az albán és jugoszláv kommunista érdekek között feszülő kibékíthetetlen ellentmondásokat bizonyítva.
Az államhatalom látszólag működni hagyta a katolikus egyházszervezetet, a nemzetgyűlés által alkotott törvények ugyanakkor jogi vonatkozásban is ellehetetlenítették működésüket, megszüntették függetlenségüket. Az egyházigazgatás nem változott a második világháború előtti idők óta: Shkodra érseke alá tartoztak a pulti, sapai és lezhai püspökségek, mellettük volt az egyházmegyék nélküli Durrësi érsekség és Orosh területi apátsága, de valójában ezek legtöbbje vezető nélkül maradt. 1951. július 30-án a minisztertanács az egyházi vezetők megkerülésével új létesítő okiratot adott ki, amely kimondta, hogy az albán római katolikus egyház önálló vallási közösség, a Szentszékkel minden szervezeti, politikai és gazdasági függőséget megszakít. Az albán katolikus egyház fejévé egy nyolcvanéves ferences szerzetest, Bernardin Shllakut tettek meg. A katolikus főpapság körében végigsöpört a felháborodás hulláma, és vitatták az oktrojált létesítő okirat érvényességét, de tiltakozásuk hasztalannak bizonyult.
A Szabad Albánia Nemzeti Bizottság 1953-as beszámolója szerint a népköztársaság első éveiben az 1945-ben még szabad 93 katolikus papból csupán tíz volt szabad. Huszonnégyüket kivégezték vagy meggyilkolták, harmincöten börtönben ültek, tízen meghaltak vagy eltűntek, tizenegyen perükre vártak, hárman pedig sikeresen külföldre szöktek. A római katolikus egyház a megtorlás hétesztendős időszaka alatt a korábbi 250 templomából elveszített 150-et, megfosztották valamennyi oktatási és szociális intézményétől – számos iskolától, két szemináriumtól, tizenöt árvaháztól, tíz jótékonysági intézettől –, harminc kolostorából és zárdájából mindössze kettő maradt meg, hét folyóiratát pedig megszüntették. A népköztársaság börtöneiben és kivégzőosztagai előtt életét vesztett harmincnyolc római katolikus papot Ferenc pápa 2016. november 5-én Albánia vértanúinak nyilvánította, és valamennyiüket boldoggá avatta.

#### Ortodoxok
Az ortodox egyház kommunizmusbeli története a többi felekezetétől némileg eltérő irányt vett. Az egyház vezetői a második világháború végeztével siettek elismerni az új államhatalmat, és igyekeztek alkalmazkodni az új helyzethez. Kristofor Kisi tirana-durrësi érsek 1945. július 6-án, amikor már javában zajlottak a római katolikus egyház elleni megtorlások, a szent szinódus nevében Enver Hoxha pártfőtitkárhoz intézett levélben üdvözölte a „demokratikus kormányt”. 1949. augusztus 28-án Kisit ugyan elmozdították érseki hivatalából, miután tiltakozott az állami tervek ellen, hogy az albán ortodox egyház az orosz pátriárka fennhatósága alá kerüljön, de egy vidéki kolostorba visszavonulva élhette életét. Ezzel egy időben a berati és korçai püspököket is az államhoz lojálisabb főpapokra cserélték le. Kisi utódjaként az érseki székbe a kormány a nős és a kommunistákkal szimpatizáló Pashko Vodicát nevezte ki. Vodica meggyőződéses kommunista volt, fia tagja volt az állampárt központi bizottságának. Igyekezett szorosabbra fűzni a kapcsolatokat az orosz ortodox egyházzal, 1951 májusában még hivatalos látogatáson is fogadta Odessza püspökét, Nyikont. 1952-ben Enver Hoxha még támogatásáról biztosította az egyházat, az évtized első felében azonban az államvezetés rendeletileg kemény kézzel szabályozta a templomi keresztelőket és házasságkötéseket, egyre több templomukat bezárták. A nagy múltú korçai Szent György-székesegyházat buldózerek tették a földdel egyenlővé, és helyére közkönyvtár épült. 1967 februárjában betiltották az albán ortodox egyházat is. Vodica utódját, Damian Kokoneshi durrësi érseket letartóztatták, és ugyanígy jártak az elbasani, pojani, berati, korçai és gjirokastrai püspökök, néhányukat ki is végezték. 1967-ben az egyháznak országszerte 330 egyházközsége és 25 kolostora volt.

#### Az ateista kampány (1967)
Összességében tehát bár továbbra is léteztek és működtek az albániai egyházak, az 1950-es évekre a négy bevett felekezet egyházszervezete gyakorlatilag megbénult. Ennek ellenére az 1960-as évek közepétől az állampárt ateizmusa egyre militánsabb és szélsőségesebb formát öltött. A párt főtitkára, Enver Hoxha 1967. február 6-án a párt központi bizottsága előtt megtartott beszédében aztán hadat üzent a múlt erőit képviselő utolsó védőbástyának, a vallásnak, kezdetét vette az ateista kampány. Feloszlatták valamennyi egyházat és a szúfi dervisrendeket.
Enver Hoxha beszédében a döntést a vallási törvények által alárendelt nők és „az ifjúság akaratával” magyarázta, de nem annyira a népakarat spontán és tömeges megnyilvánulásáról, mint gondosan előkészített akcióról volt szó. Az 1950-es évek második felétől a párt elérkezettnek látta az időt arra, hogy kettőzött erőfeszítéssel szervezze az ateista átnevelő propagandát a széles néptömegek és különösen a tanuló ifjúság körében. A falakon új vallásellenes szlogenek és plakátok jelentek meg, vitaköröket és „ateista szemináriumokat” rendeztek a témában, a sajtó ontotta magából a berögzült, „rossz” vallásos szokások bírálatát (el egészen a köszönőformulákig), és az egyházak, a papság kizsákmányolói mivoltát döngölte az olvasók tudatába. Az Albán Írók és Művészek Szövetsége tagjai utasításba kapták, hogy a vallást és a vallásosságot kifigurázó kisprózákat és verseket írjanak. Több helyütt termékeny talajra hullott a mag, egyes iskolák diákjai hangosan követelték, hogy a mecseteket és templomokat kultúrotthonokká alakítsák.
Néhány hónap leforgása alatt, 1967 májusáig Albánia-szerte bezárták valamennyi mecsetet, tekkét és templomot. A kampány kiterjedtségét érzékeltető számok a forrásokban eltérőek. Egy helyütt 1050 mecsetet, 200 tekkét és mintegy 400 ortodox vagy római katolikus templomot, másutt 2169 szakrális épületet említenek, amelyek közül 600 az ortodox, 327 a római katolikus egyházhoz tartozott. Nagy részüket a földdel tették egyenlővé – köztük korábban felújított, páratlan építészet- és művelődéstörténeti értékkel bíró épületeket –, kisebb részüket pedig művelődési otthonná, filmszínházzá, táncteremmé, tornacsarnokká, raktárrá, idősotthonná, ifjúsági klubbá, kávéházzá, étteremmé vagy bármi mássá alakították át. Albániában tartózkodó diplomaták elborzadva adták hírül, hogy a shkodrai székesegyház sportcsarnok lett, sekrestyéjében úszómedencét alakítottak ki, Tirana ortodox zarándoktemplomát pedig a pártelit exkluzív szórakozóhelyeként vették birtokba, a bárpultot az egykori oltár felhasználásával alakították ki. Csupán néhány szakrális épületet kíméltek meg a pusztulástól, amelyeket még 1965-ben műemlékvédelem alá helyeztek. Így menekülhetett meg a berati Király-mecset (1492) és Ólommecset (1553–1554), az elbasani Király-mecset (1490–1492) és Naziresha-mecset (1599 előtt), a korçai Mirahori-mecset (1495), a vlorai Murád-mecset (1537–1542), a shkodrai Ólommecset (1773–1774, tehénistállóvá alakítva), a tiranai Et’hem bég mecset (1793–1794), a berati Szentháromság- (13–14. század) és Szent Miklós-templomok (16. század), a mborjei és a himarai ortodox templomok, valamint Voskopoja huszonhat templomából négy a 18. század elejéről. Nem minden védett épület menekült meg a pusztulástól. Az ország egyik legrégibb, Vau i Dejës korai román stílusban épült 13. századi templomának korabeli freskóit tiranai művészképzős hallgatók a saját kezükkel semmisítették meg, majd az épületet dinamittal felrobbantották. Az intézkedések végrehajtói azonban nem elégedtek meg a szakrális épületek elpusztításával, az eretneküldözők dühével, válogatás nélkül fordultak minden ellen, ami a vallással volt kapcsolatos. Értékes ikonosztázokat és ikonokat, kódexeket és egyházi iratokat, koránokat és bibliákat égettek el, vagy egyszerűen hagyták őket elrohadni. Az 1967-es év ateista kampánya – Robert Elsie szavaival „egy nemzet kulturális öngyilkossága” – nem csupán évszázados hagyományaitól, de építészeti örökségük nagy részétől is végérvényesen megfosztotta az albánokat.
Az épületek és egyházi műkincsek mellett az ateista kampány szervezőinek gondjuk volt arra is, hogy a még helyükön maradt egyházi személyeket megalázzák. Az északi Kastratban előbb letartóztatott római katolikus papot később munkaruhába öltöztetve arra kényszerítették, hogy hónapokon keresztül egykori temploma kultúrházzá alakításán dolgozzon. Másutt, Delvinában negyven ortodox egyházi személyt tereltek össze, és nyilvános megszégyenítésnek tették ki valamennyiüket, szakállukat leborotválták és szegényes civil ruhákba öltöztették őket. A kommunista ifjúsági szövetség vörös gárdistái muszlim imámokat és bektási szerzeteseket kényszerítettek szakálluk levágására. A papság jelentős részét – életkorukra való tekintet nélkül – bebörtönözték vagy munkatáborokba küldték. Az országos televízióban közvetítették, ahogy bektási szentemberek sírjait dúlják fel, csontjaikat pedig a közeli folyókba vetik. A lakosság köteles volt beszolgáltatni minden otthoni feszületet, ikonképet, Bibliát vagy Koránt, amelyek sorsa szintén a pusztulás lett.
Az ateista kampány és az albániai vallásüldözés végére az 1967. november 19-én kihirdetett, 4337-es számú kormányrendelet tett pontot. Ez minden korábbi, a vallással és a felekezetekkel kapcsolatos kormányhatározatot eltörölt, feloszlatta valamennyi egyházat, betiltotta a vallásgyakorlást, és az új törvényt megszegők számára példás büntetést irányzott elő. Betiltották a keresztelést, a körülmetélést, az egyházi házasságkötést és temetést, az egyházi ünnepeket eltörölték, több helyütt a temetői kereszteket is leszedték. A következő csaknem negyedszázadra a vallás, a hit, a magánáhítat és ezek minden vonatkozása tabunak számított.

#### Az ateista állam (1967–1990)
Albánia a szocialista haladás jegyében a világ első ateista állama lett, amit az 1976-os alkotmány meg is erősített. Ennek 37. cikke kimondta, hogy az Albán Népköztársaság nem ismeri el a hagyományos vallásokat és felekezeteket, egyúttal – a tudományos szocializmus végső térnyerése érdekében – állami feladat az ateista propaganda kiszélesítése. Az alkotmány 55. cikke megtiltotta a vallási és antikommunista politikai szervezetek alakítását, a vallásgyakorlást. 1973 júniusában a katolikusok egykori fellegvárában, Shkodrában megnyílt az Ateista Múzeum, ahova azonban gyakran azért látogattak el az emberek, hogy egy pillantást vethessenek a kiállított feszületekre és Krisztusra. 1975. november 11-én új kormányrendelet született, amelyben a muszlim vagy keresztény nevek viselőinek előírták, hogy 1976 végéig vegyenek fel egy vallássemleges, „nemzeti” albán nevet, és ehhez zsinórmértékül egy névtárat is kiadtak a tiltott utónevek és mintegy 3 ezer választható „ateista, illír és kommunista” név jegyzékével. Utóbbiak közé tartozott például a Marx, Engels és Lenin nevéből képzett Marenglen férfi név. A rendelet azonban nem váltotta be a hozzá fűzött reményeket, a pártsajtó még az 1980-as években is arról cikkezett, hogy túl sok a muszlim és keresztény név az iskolákban. Ugyanakkor mintegy kilencven vallási asszociációt keltő település nevét is megváltoztatták.
A Siguriminak az 1970-es évektől egyre több titkos vallásgyakorlási ügyet kellett felgöngyölítenie. Az életben maradt papok civil ruhában, családi látogatásnak álcázva házhoz mentek keresztelni, körülmetélni, összeesketni vagy utolsó kenetet feladni. A hívők amennyire lehetett, továbbra is követték vallásuk szabályait, a böjti előírásokat, vallásos ünnepeiken otthon maradtak, és a négy fal között élték meg hitüket. Házaikban rejtekhelyeket alakítottak ki azoknak a szentképeknek és szentírásoknak, amelyeket 1967-ben nem szolgáltattak be, olasz és görög rádióadók egyházi műsorait hallgatták. Házilag barkácsoltak feszületet, olvasót vagy bármilyen más kegytárgyat. Családi vagy baráti kirándulás köntösében szent helyekre zarándokoltak el. Enver Hoxha francia magánorvosa visszaemlékezéseiben arról írt, hogy maguk az egyébként marxista, de korábban ortodox vallású pártfunkcionáriusok is titokban megkereszteltették a gyerekeiket.
Számos olyan eset kiszivárgott az egyébként hermetikusan elzárt országból, amely felháborította a nemzetközi közvéleményt. 1971-ben egy lushnjai munkatáborban dolgozó idős római katolikus papot, Shtjefën Kurtit azért végezték ki, mert titokban megkeresztelte egyik rab nőtársa újszülött gyermekét. Egy shkodrai férfit 1977-ben tizenkét év börtönre ítéltek, mert padlásán bibliákat rejtegetett. A papëri munkatáborban 1979-ben őrei agyonvertek egy egykori papot, Ernest Çobát, mert titokban húsvéti istentiszteletet készült tartani rabtársainak. Az 1946 óta eltelt időszakban már harmincöt évet börtönben és munkatáborban sínylődött, 84 éves Pjetër Meshkalla jezsuita atya 1985-ben ismét a ballshi munkatábor rabja lett, miután karácsonyi házi istentiszteletre kért engedélyt a hatóságoktól. Három évvel később börtönében halt meg.
Az 1980-as években egyes szociológusok már rámutattak, hogy a kommunista párt a szándékaival ellenkező hatást ért el az ateista kampánnyal. Úgy tetszett, hogy a vallás tiltása éppenséggel a vallási érzéseket erősítette meg az albánokban. Egy albán szociológus kimutatta, hogy az 1970-es években a házasságkötések 96%-a olyan személyek között jött létre, akik korábban ugyanazon a valláson voltak, holott 1967 előtt a vegyes házasságok száma relatíve magas volt. A párt egyik keményvonalas, sztálinista ideológusa, Hulusi Hako 1986-ban a militáns ateista közoktatás szükségességét hangoztatta, amely szerint az iskolai tananyag egyik sarkalatos pontja a totális ateizmusnak alárendelt nevelés lett volna. A rendszer utolsó éveiben a párt keményvonalas funkcionáriusai egyre az ateista harc fokozását követelték, különösen emlékezetes volt az akkor már halott pártfőtitkár özvegyének, Nexhmije Hoxhának az 1989. június 27-ei pártkongresszuson tett heves vallásellenes kirohanása.
A nemzetközi politikai világ másfél évtizeden keresztül csendben szemlélte az albániai eseményeket, az Egyesült Nemzetek Szervezete (ENSZ) sem tett hathatós lépéseket azért, hogy a véres albániai vallásellenességet leállítsa vagy legalább mérsékelje. 1983. március 7-én, az ENSZ Emberi Jogi Bizottságának genfi ülésén dán diplomaták javaslatára napirendre vették az albániai helyzet megtárgyalását, annak kivizsgálását, hogy Az emberi jogok egyetemes nyilatkozatát aláírt Albánia megsértette-e a vallásszabadság elvét. Különösebb visszhangot a megbeszélés nem keltett, de a dán politikusok nem hagyták annyiban a dolgot, és a sajtón keresztül sikerrel hívták fel nyugati jogvédők figyelmét az albániai helyzetre. Az ENSZ diszkriminációmegelőzési és kisebbségvédelmi albizottsága végül 1985. augusztus 27-én elfogadott egy határozatot, amely megállapította, hogy Albániában rendszeresen megsértik az emberi jogokat, az emberi méltóságot, egyúttal követelte az Albán Népköztársaság vezetőitől a tarthatatlan helyzet azonnali megszüntetését. Az albán pártvezetés nem zavartatta magát az ENSZ albizottsági határozatától, válaszra sem méltatták a nemzetközi aggodalmakat. Időközben II. János Pál pápa 1984. február 26-án Bariban tartott beszédében az Otrantói-szoros túloldalán „szenvedő albániai nyájról” is ejtett pár szót, akik nem gyakorolhatják szabadon vallásukat. Ezt már nem hagyta szó nélkül az albán vezetés, a Zëri i Popullit pártlap pár nappal későbbi vezércikkében rágalomhadjáratnak, és az Albánia ellen szervezkedő görög–jugoszláv–vatikáni–amerikai front támadásának állította be a pápa szavait. A vezércikk leszögezte, hogy Albániában soha senkit nem üldöztek vallásos meggyőződéséért, Albániában a hit magánügy, az albán nép szabad akaratából döntött az ateizmus követése mellett, és ahogy Albánia nem követeli, hogy mások az ő hitét kövessék, úgy nem tűri el azt sem, hogy őt viszont hitében megtámadják. 1988-tól az ENSZ emberi jogi bizottsága újólag nyomást gyakorolt Albániára a vallásszabadság kérdésében, de az albán hivatalosságok csak az 1984-ben a Zëri i Popullitban már közreadott érveléssel éltek.
Az enyhülés azonban, ha lassan is, de megindult. A hatalom részéről az első lépést minden előzmény nélkül a pártfőtitkár Ramiz Alia tette meg egy 1989. decemberi interjújában, amelyben egyebek mellett azt nyilatkozta, hogy szemléletváltásra van szükség a vallás intézményének megítélésében, túlságos leegyszerűsítés a több évszázados vallások értékeinek tagadása. Egy hónap elteltével, 1990 januárjában Shkodrában tömegdemonstrációkra került sor, amelyeken a tüntetők egyebek mellett a vallásszabadság visszaállítását követelték, de a rendszer még keményen ellenállt, a Sigurimi 400 embert tartóztatott le. 1990 februári durrësi koncertjén az állami kórus Jan Kukuzeli egyházi énekeit is műsorára tűzte. 1990. május 8-án az albán nemzetgyűlés eltörölte a vallásos kifejezések használatát tiltó törvényt, a nyáron pedig már a pártsajtóban is mérlegelték a vallásszabadság visszaállításának lehetőségét, az 1976-os alkotmány módosításának lehetőségét megvizsgáló különbizottságot hoztak létre. 1990. június 13-án a Laç melletti hegyekben, az egykori Szent Antal-templom romjainál tömeg gyűlt össze csendes és néma áhítatra. 1990. november 2-án a shkodrai köztemetőben – a huszonhat évet a kommunista rendszer börtöneiben sínylődött – Simon Jubani atya a spontán összegyűlt tömegnek misét adott. Ez lett az új korszak nyitánya, két és fél évtized elteltével az Albániában megtartott első nyilvános istentisztelet. A következő vasárnap Jubani atya már 50 ezres tömeg előtt tartott misét a temetőkápolnánál. Bár az államrendőrség emberei kivonultak az eseményre, de nem avatkoztak be. 1990 decemberében végül az állampárt elismerte a szabad vallásgyakorlás jogát.

## A visszanyert vallásszabadság (1991–)
A vallásszabadság visszatérését követő első években vallási forradalom söpört végig Albánián. Főként külföldi segítséggel újjászervezték a történelmi egyházakat. Az ateizmus korszaka ugyan nem törölte ki a vallások iránti igényt az emberekből, az előző negyedszázadban felnőtt generációnak meg kellett tanulnia hite megélésének mindennapi mozzanatait. Eleinte például a mecsetekben kitűzött plakátokon mutatták be a fiataloknak a helyes imádkozás módját. A hirtelen támadt albániai üdvpiacra özönlöttek a különböző egyházak hittérítői, megjelentek az országban a krisnások, az egyesítők, a hetednapi adventisták, öltönyös mormonok járták a házakat, a szcientológusok dianetikai könyveskioszkokat nyitottak. Az albánok – köztük nagyszámú fiatal – nyitottsággal fogadták és fogadják az újat, a vallások sokszínű mozaikját. Az országba látogatókat máshol ritka látványok és tapasztalatok fogadták: muszlim fiatalok hatalmas kereszteket hordtak a nyakukban, vagy éppen gyülekezetbe jártak, ha másért nem, hogy ott beszélgethessenek Istenről. A rendszerváltás évében megalakult a Keresztény Iszlám Párt.

### Vallásgyakorlás, tolerancia és fanatizmus
A korábbi évszázadok albánokról szóló tudósításaiban minduntalan felmerülő felületes vallásosság továbbra is tetten érhető maradt a néplélekben, az 1990-es évek kortársi beszámolóiban rendre felbukkannak az albánok vallási tájékozatlanságának, felületességének, szinkretizmusának motívumai. Ahogy a szociálantropológus Clarissa de Waal kissé talán leegyszerűsítően megfogalmazta: a vallásos albánokat nehézkes ténylegesen felekezetekre osztani, mert vallási hovatartozásuktól függetlenül egyszerűen csak istenhívők. Muszlim és keresztény albán egyként hiszi, hogy egy a létező Isten („Zoti është një!”), a hozzá kapcsolódó dogmáknak különösebb jelentőséget nem tulajdonít, a vallási külsőségekhez (szertartásokhoz, kegytárgyakhoz stb.) és eseményekhez pedig mint közösségi és személyes identitásának fontos eleméhez viszonyul, vagy pusztán „tetszik neki”. Ezt igazolta egy 2018-as ENSZ-jelentés is, amely azt is megállapította, hogy éppen ezért a vallásgyakorlás fogalma Albániában nehezen megragadható. Valakinek a vallásosságából semmit nem vesz el, ha nem imádkozik és nem követi hite szertartásait. A felületes vallási ismeretek napjainkban is kedveznek a vallási tolerancia meggyökeresedett erkölcsi hagyományának Albániában. Általános elutasítás övezi a „csak egyetlen vallás üdvözítő, a többi vallás hamis”-típusú kijelentéseket és a negatív vallási sztereotípiákat, a 19. században kibontakozott albanianizmus eszméje, a vallási széttöredezettség fölé emelkedő nemzeti egység primátusa továbbra is erős a társadalomban. Dacára az időnként a fejüket felütő vallási alapú viszálykodásoknak, szimbolikus térfoglalási aktusoknak, az albániai vallási vezetők is a vallásközi dialógus és béke szószólói, a vallási egyenlőség és a nemzeti egység ideológiájának támogatói.
Az új vallásokkal együtt azonban a vallási fanatizmus is utat talált az országba, különösen a külföldi egyházi segítségnyújtás jelmezében, bár a mindennapokban a szélsőséges megnyilvánulások ritkák. Robert Elsie szerint a politikai vagy regionális alapú összetűzés lényegesen gyakoribb az albánok között, mint a felekezeti. Időről időre előfordulnak vallási intoleranciából fakadó gyűlöletcselekmények: keresztények véres disznófejet dobnak a mecset udvarába, muszlimok a keresztény temetők sírköveit döntik le vagy firkálják össze. A legemlékezetesebb, országos felzúdulást keltő esetre 1996. augusztus 11-én került sor, amikor egy külföldi szervezésű iszlám nyári tábor fiatal lakói betörtek a voskopojai Szent Mihály-templomba (1722–1725), és bicskáikkal összekaristolták a 18. századi freskók huszonhárom ortodox szentjét. Az ország keresztény és muszlim vezetői egyaránt elítélték a barbár tettet.
Ezeknél sokkal súlyosabb gondot jelentettek azok a militáns iszlamista sejtek, amelyek az 1990-es évek belpolitikai és közigazgatási zűrzavarát, a rendvédelmi szervek tehetetlenségét és a korrupciót kihasználva építették ki titkos bázisaikat Albániában. A nyugati országok kormányai – hírszerző hivatalaik információira támaszkodva – már 1993-ban figyelmeztették Sali Berisha miniszterelnököt arra, hogy az algériai Iszlám Fegyveres Csoport és az Egyiptomi Iszlám Dzsihád mellett jordániai, pakisztáni és szudáni terroristasejtek tartózkodnak az országban. Értesüléseik szerint ezek a csoportok Albániát főként pénzmosási állomáshelyként használják, és a pénzük innen megy aztán tovább Nyugatra, de útlevélgyárakat is üzemeltettek az országban. Az ügyek felderítését nem segítette, hogy az albán Nemzeti Hírszerző Szolgálat 1992-ben megválasztott vezetője – egyébként az Albániai Iszlám Értelmiségiek Társaságának elkötelezett tagja –, Bashkim Gazidede feltehetőleg maga is kapcsolatot tartott fenn iszlamista fundamentalistákkal és terroristacsoportokkal. A Berisha-kormány (és Gazidede) 1997-es távozásával nyílt meg az út az együttműködés előtt. Az amerikai Központi Hírszerző Ügynökség (CIA) és az albán titkosszolgálat együttműködéseként 1998 nyarán az Egyiptomi Iszlám Dzsihád öt tagját letartóztatták. Augusztus 5-én egy arab hírlap leközölte Ajmán az-Zavahiri, az egyiptomi terrorszervezet emírjének levelét, amelyben az albániai letartóztatásokért bosszút ígértek az Amerikai Egyesült Államoknak. Két nappal később 224 halálos áldozatot követelő bombamerénylet érte az USA nairobi és Dar es-Salaam-i nagykövetségeit. Amikor a szunnita muszlimok albániai vezetője, Selim Muça 2005 júniusában az „egyébként liberális albániai muszlim közösség nevében” határozottan elutasította a vallási fanatizmus minden megnyilvánulási formáját, egy szaúdi szalafista csoport halálosan megfenyegette.

### Felekezeti statisztikák és egyházszervezetek
| Felekezeti megoszlás a 2011-es népszámlálás alapján | Felekezeti megoszlás a 2011-es népszámlálás alapján | Felekezeti megoszlás a 2011-es népszámlálás alapján |
| Vallási közösség                                    | Létszám                                             | Részarány                                           |
| --------------------------------------------------- | --------------------------------------------------- | --------------------------------------------------- |
| Szunnita muszlim                                    | 1 587 608 fő                                        | 56,70%                                              |
| Bektási                                             | 58 628 fő                                           | 02,09%                                              |
| Római katolikus                                     | 280 921 fő                                          | 10,03%                                              |
| Ortodox keresztény                                  | 188 992 fő                                          | 06,75%                                              |
| Evangelikalista                                     | 3 797 fő                                            | 00,14%                                              |
| Egyéb keresztény                                    | 1 919 fő                                            | 00,07%                                              |
| Felekezet nélküli istenhívő                         | 153 630 fő                                          | 05,49%                                              |
| Ateista                                             | 69 995 fő                                           | 02,50%                                              |
| Egyéb                                               | 602 fő                                              | 00,02%                                              |
| Nem kívánt válaszolni                               | 386 024 fő                                          | 13,79%                                              |
| Nincs adat                                          | 68 022 fő                                           | 02,43%                                              |

Az 1991-es rendszerváltás idejéről származó becslések szerint a lakosság 70%-a muszlim, 20%-a ortodox (főként délen), 10%-a pedig római katolikus (főleg Shkodra környékén) volt, a muszlimokon belül pedig számottevő volt a bektási felekezet részaránya. A lakosság felekezeti megoszlása a 2011-es népszámlálás alapján a jobb oldali táblázatban látható, azzal a megjegyzéssel, hogy a cenzus során aggályok merültek fel az adatfelvétel módszerét illetően, az ortodox egyház és a bektásik egyaránt tiltakoztak felekezeteik alulreprezentáltsága miatt. Az ortodoxok több mint 7000 hívük körében szervezett közvéleménykutatásuk eredményeként arra mutattak rá, hogy csaknem kétharmadukhoz vagy el sem jutottak a számlálóbiztosok, vagy ha el is jutottak, a felekezeti hovatartozásra nem kérdeztek rá. Tény, hogy a hivatalos adatok szerint is a népesség 16,22%-áról semmiféle felekezeti adatot nem rögzítettek, és ez a relatíve nagy tömeg a népszámlálási eredményektől lényegesen eltérő felekezeti megoszlást takarhat. Albániában 2020-ban tartják a következő népszámlálást, amelyben a felekezeti hovatartozásra is rá fognak kérdezni.
A 2011-es adatokból kiindulva az látszik, hogy a 20. század első felére kialakult felekezeti arányokat és az egyes vallások térbeli elterjedtségét illetően a 21. század elejére Albánia vallási képe némileg módosult. A lenti táblázat megyei bontásban veti össze a három fő vallás (muszlim, ortodox és katolikus) híveinek részarányát az 1920-as évek és 2011 vonatkozásában. A hagyományosan ortodox többségű Délnyugat- és katolikus területnek számító Északnyugat-Albánián kívül mindenütt a muszlimok maradtak továbbra is többségben, de részarányukat csak Dibra és Korça megyékben tudták megtartani, a többi muszlim többségű területen számuk erősen visszaesett. Hasonlóképpen megtartották a lakónépességen belüli hányadukat a történelmileg ortodox többségű Gjirokastrában és a katolikusok hátországában, Shkodrában és Lezhában. Az ortodoxok kapcsán a 2011-es statisztika országosan erős visszaesést mutat, ez alól egyedül a közép-albániai megyék (Tirana, Durrës) és Elbasan kivétel, ahol azonban egy évszázaddal korábban sem haladták meg a 10%-ot. A katolikusokat illetően a számok azt mutatják, hogy korábban erős shkodrai és lezhai bázisterületeiken számarányuk némiképp visszaesett, hasonlóképpen elveszítették híveik nagy részét Dibrában és Kukësben, ahol az 1920-as években még stabil 9-10% körül alakult a részarányuk. Ugyanakkor országos egyház lettek az eltelt kilencven esztendő folyamán: a korábban Dél-Albániában mérhetetlen katolikus jelenlét helyét 2011-re minden megyében 1-2%-os katolikus népesség váltotta fel.
| A három fő vallás híveinek megoszlása 1923-ban, 1927-ben és 2011-ben megyei bontásban | A három fő vallás híveinek megoszlása 1923-ban, 1927-ben és 2011-ben megyei bontásban | A három fő vallás híveinek megoszlása 1923-ban, 1927-ben és 2011-ben megyei bontásban | A három fő vallás híveinek megoszlása 1923-ban, 1927-ben és 2011-ben megyei bontásban | A három fő vallás híveinek megoszlása 1923-ban, 1927-ben és 2011-ben megyei bontásban | A három fő vallás híveinek megoszlása 1923-ban, 1927-ben és 2011-ben megyei bontásban | A három fő vallás híveinek megoszlása 1923-ban, 1927-ben és 2011-ben megyei bontásban | A három fő vallás híveinek megoszlása 1923-ban, 1927-ben és 2011-ben megyei bontásban | A három fő vallás híveinek megoszlása 1923-ban, 1927-ben és 2011-ben megyei bontásban | A három fő vallás híveinek megoszlása 1923-ban, 1927-ben és 2011-ben megyei bontásban | |
| Megye                                                                                 | Muszlima                                                                              | Muszlima                                                                              | Muszlima                                                                              | Ortodox                                                                               | Ortodox                                                                               | Ortodox                                                                               | Katolikus                                                                             | Katolikus                                                                             | Katolikus                                                                             | |
| ------------------------------------------------------------------------------------- | ------------------------------------------------------------------------------------- | ------------------------------------------------------------------------------------- | ------------------------------------------------------------------------------------- | ------------------------------------------------------------------------------------- | ------------------------------------------------------------------------------------- | ------------------------------------------------------------------------------------- | ------------------------------------------------------------------------------------- | ------------------------------------------------------------------------------------- | ------------------------------------------------------------------------------------- | --- |
| Megye                                                                                 | 1923                                                                                  | 1927                                                                                  | 2011                                                                                  | 1923                                                                                  | 1927                                                                                  | 2011                                                                                  | 1923                                                                                  | 1927                                                                                  | 2011                                                                                  | |
| Berat és Fierb                                                                        | 72,9%                                                                                 | 72,6%                                                                                 | 52,3%                                                                                 | 27,1%                                                                                 | 27,4%                                                                                 | 7,5%                                                                                  | 0,0%                                                                                  | 0,0%                                                                                  | 1,2%                                                                                  | - mérsékelt növekedés (<5%) enyhe növekedés (<1%) - enyhe visszaesés (<1%) mérsékelt visszaesés (<5%) erős visszaesés (>5%) - a Szunnita és bektási együtt. - b 1923-ban és 1927-ben a mai Fier megye Berat prefektúra része volt. - c 1923-ban és 1927-ben a mai Tirana megye Durrës prefektúra része volt. - d 1923-ban és 1927-ben a mai Lezha megye Shkodra prefektúra része volt. |
| Dibra                                                                                 | 88,0%                                                                                 | 88,0%                                                                                 | 85,2%                                                                                 | 1,8%                                                                                  | 1,7%                                                                                  | 0,1%                                                                                  | 10,2%                                                                                 | 10,3%                                                                                 | 2,0%                                                                                  | - mérsékelt növekedés (<5%) enyhe növekedés (<1%) - enyhe visszaesés (<1%) mérsékelt visszaesés (<5%) erős visszaesés (>5%) - a Szunnita és bektási együtt. - b 1923-ban és 1927-ben a mai Fier megye Berat prefektúra része volt. - c 1923-ban és 1927-ben a mai Tirana megye Durrës prefektúra része volt. - d 1923-ban és 1927-ben a mai Lezha megye Shkodra prefektúra része volt. |
| Durrës és Tiranac                                                                     | 89,6%                                                                                 | 90,0%                                                                                 | 66,0%                                                                                 | 5,7%                                                                                  | 6,0%                                                                                  | 5,8%                                                                                  | 4,6%                                                                                  | 4,0%                                                                                  | 4,6%                                                                                  | - mérsékelt növekedés (<5%) enyhe növekedés (<1%) - enyhe visszaesés (<1%) mérsékelt visszaesés (<5%) erős visszaesés (>5%) - a Szunnita és bektási együtt. - b 1923-ban és 1927-ben a mai Fier megye Berat prefektúra része volt. - c 1923-ban és 1927-ben a mai Tirana megye Durrës prefektúra része volt. - d 1923-ban és 1927-ben a mai Lezha megye Shkodra prefektúra része volt. |
| Elbasan                                                                               | 91,5%                                                                                 | 91,7%                                                                                 | 64,9%                                                                                 | 8,5%                                                                                  | 8,3%                                                                                  | 5,2%                                                                                  | 0,0%                                                                                  | 0,0%                                                                                  | 1,0%                                                                                  | - mérsékelt növekedés (<5%) enyhe növekedés (<1%) - enyhe visszaesés (<1%) mérsékelt visszaesés (<5%) erős visszaesés (>5%) - a Szunnita és bektási együtt. - b 1923-ban és 1927-ben a mai Fier megye Berat prefektúra része volt. - c 1923-ban és 1927-ben a mai Tirana megye Durrës prefektúra része volt. - d 1923-ban és 1927-ben a mai Lezha megye Shkodra prefektúra része volt. |
| Gjirokastra                                                                           | 49,6%                                                                                 | 48,6%                                                                                 | 47,0%                                                                                 | 50,4%                                                                                 | 51,4%                                                                                 | 17,4%                                                                                 | 0,0%                                                                                  | 0,0%                                                                                  | 2,1%                                                                                  | - mérsékelt növekedés (<5%) enyhe növekedés (<1%) - enyhe visszaesés (<1%) mérsékelt visszaesés (<5%) erős visszaesés (>5%) - a Szunnita és bektási együtt. - b 1923-ban és 1927-ben a mai Fier megye Berat prefektúra része volt. - c 1923-ban és 1927-ben a mai Tirana megye Durrës prefektúra része volt. - d 1923-ban és 1927-ben a mai Lezha megye Shkodra prefektúra része volt. |
| Korça                                                                                 | 61,6%                                                                                 | 60,1%                                                                                 | 61,1%                                                                                 | 38,4%                                                                                 | 39,9%                                                                                 | 16,3%                                                                                 | 0,0%                                                                                  | 0,0%                                                                                  | 1,1%                                                                                  | - mérsékelt növekedés (<5%) enyhe növekedés (<1%) - enyhe visszaesés (<1%) mérsékelt visszaesés (<5%) erős visszaesés (>5%) - a Szunnita és bektási együtt. - b 1923-ban és 1927-ben a mai Fier megye Berat prefektúra része volt. - c 1923-ban és 1927-ben a mai Tirana megye Durrës prefektúra része volt. - d 1923-ban és 1927-ben a mai Lezha megye Shkodra prefektúra része volt. |
| Kukës                                                                                 | 91,1%                                                                                 | 91,1%                                                                                 | 83,8%                                                                                 | 0,0%                                                                                  | 0,0%                                                                                  | 0,0%                                                                                  | 8,9%                                                                                  | 8,9%                                                                                  | 2,6%                                                                                  | - mérsékelt növekedés (<5%) enyhe növekedés (<1%) - enyhe visszaesés (<1%) mérsékelt visszaesés (<5%) erős visszaesés (>5%) - a Szunnita és bektási együtt. - b 1923-ban és 1927-ben a mai Fier megye Berat prefektúra része volt. - c 1923-ban és 1927-ben a mai Tirana megye Durrës prefektúra része volt. - d 1923-ban és 1927-ben a mai Lezha megye Shkodra prefektúra része volt. |
| Lezha és Shkodrad                                                                     | 35,4%                                                                                 | 34,6%                                                                                 | 33,4%                                                                                 | 1,7%                                                                                  | 1,7%                                                                                  | 0,3%                                                                                  | 62,9%                                                                                 | 63,8%                                                                                 | 56,9%                                                                                 | - mérsékelt növekedés (<5%) enyhe növekedés (<1%) - enyhe visszaesés (<1%) mérsékelt visszaesés (<5%) erős visszaesés (>5%) - a Szunnita és bektási együtt. - b 1923-ban és 1927-ben a mai Fier megye Berat prefektúra része volt. - c 1923-ban és 1927-ben a mai Tirana megye Durrës prefektúra része volt. - d 1923-ban és 1927-ben a mai Lezha megye Shkodra prefektúra része volt. |
| Vlora                                                                                 | 65,6%                                                                                 | 65,4%                                                                                 | 43,2%                                                                                 | 34,3%                                                                                 | 34,6%                                                                                 | 13,7%                                                                                 | 0,1%                                                                                  | 0,0%                                                                                  | 1,9%                                                                                  | - mérsékelt növekedés (<5%) enyhe növekedés (<1%) - enyhe visszaesés (<1%) mérsékelt visszaesés (<5%) erős visszaesés (>5%) - a Szunnita és bektási együtt. - b 1923-ban és 1927-ben a mai Fier megye Berat prefektúra része volt. - c 1923-ban és 1927-ben a mai Tirana megye Durrës prefektúra része volt. - d 1923-ban és 1927-ben a mai Lezha megye Shkodra prefektúra része volt. |

#### Szunnita muszlimok
Az első szunnita mecset az állami ateizmus évtizedeit követően 1990. november 16-án nyitotta meg kapuit Shkodrában. Hafiz Sabri Koçi vezetésével már ekkor megalapították az Albániai Muszlim Közösséget. A következő hetekben elkészítették a közösség létesítő okiratát, amelyet az állampárti igazságügyi miniszter is ellenjegyzett. Ezt követően Tiranában az albániai közösség vezetőjévé a húsz évet börtönben és munkatáborban töltött Hafiz Sabri Koçit választották meg. A fővárosi Et’hem bég mecsetben 1991. január 18-án került sor az első istentiszteletre, az eseményre az ország minden részéből 10 ezer muszlim utazott fel Tiranába. A sorra nyíló mecsetekben megindult a vallási élet, huszonöt év után ismét megtartották Albániában a ramadánt. Az albániai iszlám közösség felvette a kapcsolatot a nemzetközi világ iszlám egyházi szervezeteivel. A Közel-Kelet muszlim országai – Szaúd-Arábia, Kuvait, Egyesült Arab Emírségek, Egyiptom és mások – anyagi és humanitárius segítséget nyújtottak, vallásos könyvekkel, imámokkal és egyházi oktatókkal, mecsetépítéssel támogatták az iszlám kultúra újjáélesztését. 1991-ben az albán muszlimok képviselői már megfigyelőkként vehettek részt az Iszlám Világkongresszus kairói ülésén. 1992 decemberében Albánia a szervezet tagja lett, bár ezt a politikusok egy része erőteljesen támadta, tekintve, hogy a nemzetgyűlés nem ratifikálta Albánia szervezeti tagságát, emellett Nyugat-orientált szunnita csoportok is bírálták a lépést. Az Albániai Muszlim Közösség önmeghatározása szerint a mérsékelt és európai típusú iszlám kultúra meggyökereztetésében, a vallási béke és tolerancia fenntartásában érdekelt, az iszlám erkölcsiségét specifikusan albán hagyományokkal ötvözi. Mellettük működik az ortodoxabb szemléletű Hodzsák Szövetsége (Lidhja e Hoxhallarëve), amely ugyan elfogadja Albánia vallási sokszínűségét, de harcosan kiáll az iszlám „igaz” és „tiszta”, kompromisszumok nélküli követéséért.
A 2000-es évekre minden muszlim településen állt ismét mecset vagy legalább egy szerény muszlim közösségi terem. Koçi halála után, 2004-ben Selim Muça vette át az albániai muszlim közösség vezetését.

#### Bektásik és más dervisrendek
1991. január 27-én a bektásik Tiranában megalapították a rend életét újjászervező bizottságukat. 1991. március 22-én, a perzsa újév napján megnyílt tiranai tekkéjük – egyben a bektásik világközpontja –, szellemi vezetőjüknek pedig Reshat Bardhit választották. A bektási egyház újjászervezését nem könnyítették meg a szunnita muszlim többség bírálatai. A vallási forradalom, saját építkezésük éveiben gyakran hangoztatták a bektásik távolságát az iszlám előírásaitól: liberális felfogásukat általában, imádkozásuk rendjét egyaránt kritika érte, ahogy azt is, hogy az alkoholtilalom és a böjti előírások követését híveikre bízták (egyes bektási tekkék még saját rakit is főztek), a nőket egyenlőkként kezelték, akik aktívan részt is vettek szertartásaikban. A bektasizmus emellett épületei és erőforrásai tekintetében is nagy veszteségeket szenvedett az állami ateizmus évtizedeiben, az építkezés lassan haladt. Még az ezredfordulón is mindössze hat tekkéjük működött az országban: Melçanban (Edmond Ibrahimi vezetésével), Gjirokastrában (Haxhi atya), Elbasanban (Sadik Ibro), Fushë-Krujában (Selim Kaliçani), Tomoricában (Shaban atya) és Martaneshben (Halil Curri). Ebben az időszakban továbbiak megnyitását tervezték Beratban, Shemberdhenjben, Bllacában és Vlorában.
Míg a bektásik jelentősége múltjukhoz képest jelentősen visszaesett, a halveti rend megerősödve került ki az 1990-es évek vallási újjászületéséből. 1990-ben a rend Muamer Pazari vezetésével újjászervezte magát, 1992-ben pedig első tiranai tekkéjük is megnyílt. Egyes adatok szerint 1998-ban már 42 halveti tekke működött szerte az országban, elsősorban Dél-Albániában, de északon Bajram Curriban, Burrelben és Peshkopiában is volt egy-egy derviskolostoruk. Az 1990-es évekig Koszovóban és Macedóniában területen túlélő rufai közösségek csak az 1990-es évek második felében tértek vissza Albániába is. Xhemal Reka vezetésével a fővárosban kialakították központjukat, 1998-ban tekkéjük is megnyílt, emellett Dashuria e Ehli-Bejtit (’A Próféta Családjának Szeretete’) címen saját folyóiratot adnak ki. A kádirik szintén újjászervezték magukat, fő monasztikus központjuk Peshkopiában alakult ki Mesur Shehu sejk vezetésével. A második világháború előtt számottevő negyedik szúfi dervisrend, a szádik tíz kisebb közössége az albániai ateista kampányt követően Koszovóban ugyan fennmaradt, de Albániában korábbi jelentőségüket nem nyerték vissza.

#### Római katolikusok
1991. szeptember 7-én helyreálltak az Albánia és Vatikán közötti diplomáciai kapcsolatok. Az országba már ezt megelőzően visszatértek előbb 1990 augusztusában a jezsuiták, majd a ferencesek. Egyúttal Albániában történetük során először megjelentek a szaléziek, 1991 márciusában pedig Teréz anya szerzetesrendje, a Szeretet Misszionáriusai is. 1991 szeptemberében a jezsuiták újból megnyitották a shkodrai Albán Főpapi Kollégium kapuit, 1998. október 17-én pedig Jó Tanács Anyja Egyházmegyei Szemináriumuk is megkezdte működését. 1992. december 25-én több mint négy évtized elteltével Rrok Mirdita személyében felszentelték a Tirana-Durrësi római katolikus főegyházmegye új érsekét. 1993. április 25-én II. János Pál pápa ellátogatott Shkodrába és Tiranába, ahol letette a felépítendő Szent Pál-főszékesegyház alapkövét. Az érseki templomot végül 2002. január 26-án avatták fel. 1993. április 25-én II. János Pál pápa Frano Illiát shkodrai érsekké és az albán katolikus egyház prímásává szentelte fel.
A római katolikus felekezetűek száma Albániában a 2011-es népszámlálás alapján 280 921 fő (10,03%). Ez nagyságrendileg megfelel a megelőző évszázad folyamán mért adatoknak (1930: 10,4%; 1942: 10,3%), de vallásföldrajzi szempontból némi átrendeződés ment végbe: míg korábban a katolikusok csak az északi országrészben éltek, mára az ország egész területén megtalálhatóak. Továbbra is igaz, hogy az albániai katolikusok többsége északnyugaton koncentrálódik, Shkodra megyében él 36,2%-uk, Lezhában pedig 34,5%-uk. Jelentős csoportjaik élnek Tiranában (14,2%) és Durrësben (6,9%), fennmaradó 8,2%-uk a többi nyolc megye területén oszlik el. Megyei lebontásban a katolikusoknak Lezhában (72,4%), Shkodrában (47,2%), Durrësben (7,4%) és Tiranában (5,3%) a legmagasabb a részaránya. A többi megyében részarányuk 1-3% között alakul, legalacsonyabb Elbasanban (1,0%) és Korçában (1,1%).
| Tirana-Durrësi főegyházmegye | Tirana-Durrësi főegyházmegye       | Tirana      | 1204               | tirana-durrësi érsek            | George Anthony Frendo (máltai) | 2016. november 17. |
|                              | Rrësheni egyházmegye               | Rrëshen     | 1996. december 7.  | rrësheni püspök                 | Gjergj Meta (albán)            | 2017. június 15.   |
|                              | Dél-albániai apostoli kormányzóság | Vlora       | 1939. november 11. | dél-albániai apostoli kormányzó | Giovanni Peragine (olasz)      | 2017. június 15,   |
| Shkodra-Pulti főegyházmegye  | Shkodra-Pulti főegyházmegye        | Shkodra     | 345                | shkodra-pulti érsek             | Angelo Massafra (olasz)        | 1998. március 28.  |
|                              | Lezhai egyházmegye                 | Lezha       | 14. század         | lezhai püspök                   | Ottavio Vitale (olasz)         | 2005. november 23. |
|                              | Sapai egyházmegye                  | Vau i Dejës | 1062               | sapai püspök                    | Simon Kulli (albán)            | 2017. június 15.   |

#### Ortodoxok

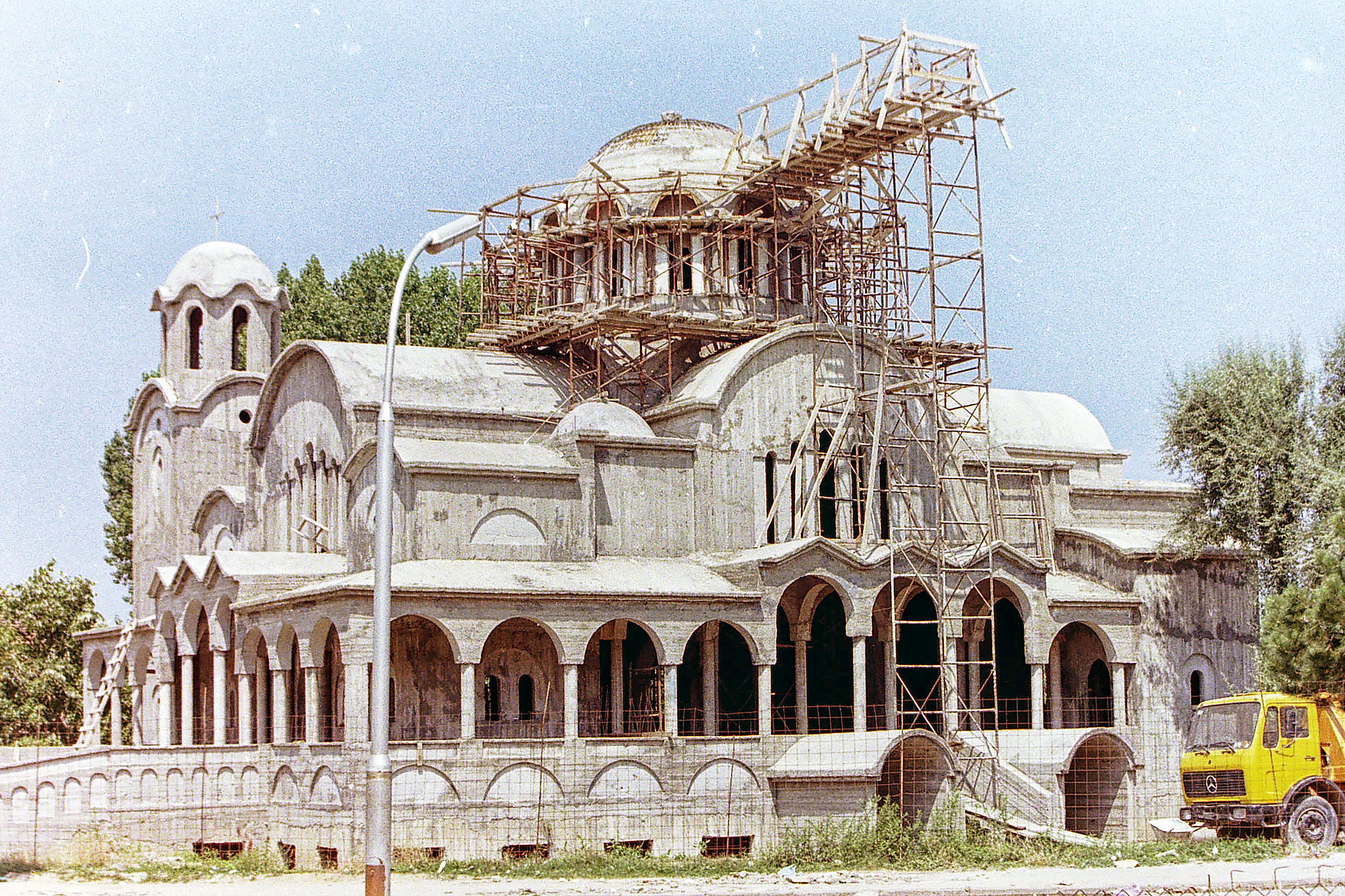
Épülő ortodox templom Pogradecben 1995-ben

A vallásszabadság visszanyerését követően, 1990 decemberében három dél-albániai ortodox templom nyitotta meg kapuit, 1991 nyarán pedig már további hét templom fogadta az ortodox híveket (Berat, Elbasan, Vlora, Pogradec, Fier, Durrës, Lushnja). Miután az albán ortodox egyház szervezete 1967-ben megszűnt, a konstantinápolyi pátriárka arra hivatkozva, hogy a diktatúrát túlélt főpapok között nincs megfelelő személy a feladatra, 1991 januárjában a görög Anasztásziosz Janulátoszt bízta meg az albán ortodox egyház újjászervezésével. Kinevezése a hívek körében rémületet keltett, attól tartottak, hogy az albán egyház hét évtized elteltével ismét görög befolyás alá kerül, Janulátosz tevékenységével azonban idővel elnyerte bizalmukat, és immár 33 éve vezeti az egyházat. Az amerikai albánok ortodox érseke, Arthur Liolin szintén közreműködött az egyház újjáélesztésében, a tengerentúli albán diaszpóra 10 millió dollárnyi adománnyal segítette a hitélet szervezési munkáját. 1991 júniusában Tiranában megnyílt az ortodox főszékesegyház, s az első alkalommal háromszázan álltak sorba, hogy gyermekeiket a keresztvíz alá tarthassák vagy maguk megkeresztelkedjenek.
Az ortodox hívők száma Albániában a 2011-es népszámlálás alapján 188 992 fő (6,75%). Ez jelentős visszaesés a korábban mért adatokhoz képest (1930: 21,0%; 1942: 20,6%), ugyanakkor a cenzus során tapasztalt adatfelvételi visszásságok miatt az albán ortodox egyház vezetői kétségbe vonták az eredmények megbízhatóságát. Saját adataik szerint 2013-ban az országban 460 ortodox egyházközség volt található, és a lakosság 24%-a az albán ortodox egyházhoz tartozott. Történelmi okokból az albániai ortodoxok 74,7%-a a hat déli megyében összpontosul – 22,6%-uk Fierben, 19,0%-uk Korçában, 12,8%-uk Vlorában, 8,1%-uk Elbasanban, 6,7%-uk Gjirokastrában, 5,6%-uk Beratban –, további 24,6%-uk pedig Közép-Albániában él (Tirana: 20,1%; Durrës: 4,6%). A négy északi megyében az ország ortodoxainak mindössze 0,7%-a él, de nagy különbségekkel: 0,4%-ukat (813 főt) Shkodrában számolták össze, míg az északkeleti Kukësban mindössze 22 ortodox élt. Megyei lebontásban az ortodoxok legmagasabb részarányát Gjirokastrában (17,4%), Korçában (16,3%), Fierben (13,8%), Vlorában (13,7%) és Beratban (7,5%) mérték.
Az egyház újjászervezése 1992. június 24-éig húzódott, ekkor választották meg az egyház vezetőjévé, a Tirana-Durrësi ortodox főegyházmegye első érsekévé Janulátoszt. Az albán ortodox egyházszervezet szinódusát eleinte négy egyházmegye alkotta: a tirana-durrësi érsekség, valamint a berati, a gjirokastrai és a korçai metropóliák. 1992. február 7-én nyílott meg első szemináriumuk Durrësben Teológiai és Papi Iskola (Shkolla Teologjike-Hieratike) néven. Az ezredfordulón már száz ortodox pap tevékenykedett az országban, negyedük Korça vidékén. Az első albán főpap Fatmir Pelushi személyében Joan néven korçai püspökként 1998. július 18-án került be az ugyanakkor megalakult szent szinódusba. 2006. november 3–4-én az egyházi és világi vezetők gyűlésén elfogadták az egyház új statútumát, amelyet november 6-án a szinódus is elfogadott. Ezzel egy időben a szinódus két további taggal bővült, sor került az apollóniai és a krujai címzetes püspökségek megalapítására és vezetőik megválasztására. 2012. január 19-én a szinódus nyolctagúra bővült, ezt követően az amantiai és a bülliszi címzetes püspökségek vezetői is részt vettek a döntési folyamatokban. 2016. március 11–12-én az apollóniai címzetes püspökség helyét átvette az apollónia-fieri metropólia, valamint megalakították az elbasani metropóliát. Az albán ortodox egyház szinódusát 2018-ban az alábbi táblázatban foglalt egyházmegyék és főpapok alkották.
| Tirana-Durrësi főegyházmegye | Tirana-Durrësi főegyházmegye | 1937. április 12.  | Tirana, Durrës és egész Albánia érseke | Tirana, Durrës, Shkodra, Észak-Albánia               | Anastasi (Anasztásziosz Janulátosz, görög) | 1992. június 24.   |
|                              | Krujai címzetes püspökség    | 2006. november 11. | Kruja püspöke                          | –                                                    | betöltetlen                                |                    |
| Berati egyházmegye           | Berati egyházmegye           | 1937. április 12.  | Berat metropolitája                    | Berat, Vlora, Lushnja, Mallakastra                   | Ignati (Janakósz Triándisz, görög)         | 1992. június 24.   |
|                              | Amantiai címzetes püspökség  | 2012. január 21.   | Amantia metropolitája                  | –                                                    | Nathanail (Konsztandínosz Szterjíu, görög) | 2012. január 21.   |
|                              | Bülliszi címzetes püspökség  | 2012. január 19.   | Büllisz püspöke                        | –                                                    | Asti (Kristaq Bakallbashi, albán)          | 2012. január 19.   |
| Gjirokastrai egyházmegye     | Gjirokastrai egyházmegye     | 1937. április 12.  | Gjirokastra metropolitája              | Gjirokastra, Pogon, Përmet, Saranda, Delvina, Himara | Dhimitri (Dimítriosz Dikbaszánisz, görög)  | 2006. november 11. |
| Korçai egyházmegye           | Korçai egyházmegye           | 1937. április 12.  | Korça metropolitája                    | Korça, Preszpa, Pogradec, Devoll, Kolonja            | Joan (Fatmir Pelushi, albán)               | 1998. július 18.   |
| Apollónia-Fieri egyházmegye  | Apollónia-Fieri egyházmegye  | 2016. április 7.   | Apollónia és Fier metropolitája        | Fier, Patos, Libofsha                                | Nikolla (Arjan Hyka, albán)                | 2016. április 7.   |
| Elbasani egyházmegye         | Elbasani egyházmegye         | 2016. április 7.   | Elbasan metropolitája                  | Elbasan, Shpat, Librazhd                             | Andon (Andon Merdani, albán)               | 2016. április 7.   |

Az egyház a rendszerváltástól 2018-ig 63 templom- és kolostorépületet, számos ikonosztázt újíttatott fel, 155 új templomot építtetett, társadalmi tevékenységük részeként számos óvoda, iskola, ifjúsági központ, vendégház nyílt az országban. 1992-ben nyitotta meg kapuit Durrësben a Krisztus Feltámadása Ortodox Teológiai Akadémia, amely 2018-ig 159 papot készített fel a szolgálatra, emellett Gjirokastrában is Sukthban is működik egy-egy ortodox főiskola, Tiranában pedig egy bizánci zeneművészetet oktató iskola. Az egyház legfontosabb központi folyóiratai a Ngjallja (’Feltámadás’) című havilap, a Kambanat (’Harangok’) ifjúsági lap és a Gëzohu! (’Örvendezzetek!’) gyermeklap, emellett több regionális újságot kiadnak. Országos rádióadójuk szintén Ngjallja néven üzemel. Az egyház és szervezetei több társadalmi programban részt vesznek, főként az egészségügy és a vidékfejlesztés területén, főként mezőgazdaság-, úthálózat-fejlesztési, vízellátás-javító kezdeményezésekben működnek közre.

#### Protestánsok
Albániában a protestáns egyházaknak történelmileg nem volt társadalmi beágyazottságuk. Az 1930-as országos népszámláláson mindössze 72 fő vallotta magát hozzájuk tartozónak, az 1991-es rendszerváltás idején pedig gyakorlatilag nem éltek protestánsok az országban, mindössze korábbi korçai gyülekezetük öt tagja alkotta az egyházat. 1991 nyarán külföldi – főként amerikai és svéd – evangelikalista hittérítők jelentek meg Albániában, és evangelizációs esti akadémiákat tartottak a fővárosban. Egy-egy alkalommal kétezer ember is megjelent a rendezvényeiken. A nyári kampány végéig mintegy százan csatlakoztak az egyházhoz, és két koszovói pásztor maradt az országban, hogy a gyülekezetek életét irányítsák. Első templomuk 1998 júliusában nyílt meg.
Legfontosabb egyházuk a tiranai székhelyű Albán Evangelikalista Gyülekezet (albán Vëllazëria Ungjillore e Shqipërisë), amely történetét az 1892-ben Korçában megalakított Evangelikalista Gyülekezetig vezeti vissza. A protestáns hívők számát az ezredfordulón kb. 8 ezerre tették, a 2011-es népszámláláson 3797 fő (0,14%) vallotta magát evangelikalistának. Csaknem felük, 47,0%-uk Tirana, 17,4%-uk Korça megyében él, ugyanezekben a közigazgatási egységekben a legmagasabb a teljes népességhez viszonyított részarányuk is (0,24%, illetve a 0,30%). Az egyház hét gyülekezeti körzetre oszlik, ezek a tiranai, a durrësi, az elbasani, a korçai, a lushnjai, a dél- és az észak-albániai. Az egyház vezetője a 2011. március 10-én történt vallási közösségként való bejegyzés idején Fitor Muça volt, őt Ali Kurti, majd Ylli Doçi követte az albániai gyülekezet élén.

#### Zsidó közösségek
A kommunizmus évtizedeiben a korábban sem nagyszámú albániai zsidóság nagy része asszimilálódott, mintegy 200 zsidó vallású embert tartottak számon az ország területén, elsősorban Tiranában, kisebb részben Vlorában és Korçában. Az 1989. áprilisi népszámláláson már csak mindössze 73-an vallották magukat zsidónak, de a nem hivatalos becslések szerint a rendszerváltás idején 400 zsidó élhetett az országban. Nagy részük 1990 novembere után négy hónap leforgása alatt kivándorolt. 320 albániai zsidó letelepedését Izraelben regisztrálták, 50-en pedig az Amerikai Egyesült Államokat célozták meg.

#### Egyéb felekezetek
A szinkretisztikus bahái hit követői a két világháború között jelentek meg Albániában, hittételeiket az 1930-as években Refo Çapari terjesztette el. 1938 májusában 44 oldalas bahái folyóiratot is indított Korçában Penda Siprore (’A Legfensőbb Toll’) címmel. 1992-ben a baháík is visszatértek Albániába, központjuk Tirana lett.